# Jászó
Jászó (szlovákul Jasov, németül Jossau) község Szlovákiában, a Kassai kerület Kassa-környéki járásában. Jászóváralja tartozik hozzá.

## Fekvése
Kassától 22 km-re nyugatra, a Kassai-medence délnyugati részén, a Bódva partján hosszan elnyúlva fekszik, az 548-as és 550-es utak kereszteződésénél.

## Nevének eredete
Neve a szláv jása (= erdei tisztás) főnévből ered, eredetileg a falu feletti mészkőhegy a Jászói-kő neve lehetett. Más feltevés szerint a magyar jó (= folyó) és aszó (= száraz völgy) összetétele.

## Története
A régészeti leletek tanúsága szerint Jászó területén már az őskorban is éltek emberek és azóta területe megszakításokkal folyamatosan lakott.
A jászói premontrei kolostort a 12. században alapították. A középkorban országos jelentőségű hiteleshely, melyet még a 17. században is tornyokkal erődített fal övezett. Építését csak a tatárjárás szakította félbe és 1255 után fejezték be. A premontrei szerzetesek nyomában főként a Szepességből német telepesek érkeztek a faluba. A település 1290-ben számos kiváltságot (vásártartási jog, vámszedési jog, vadászati jog) kapott és gyorsan várossá fejlődött. Ekkor a település tulajdonképpen két részből állt. A Bódva jobb partján fekvő Jászóváralja és a bal parton fekvő Jászóból. Jászó várát 1312-től Károly Róbert és a jászói konvent egyezsége alapján építték. 1390-ben „Jazowara” néven említik. A 15. század közepén a husziták foglalták el, de 1458-ban Rozgonyi Sebestyén visszafoglalta. Jászó 1394-ben évenkénti országos vásár megtartására szóló jogot kapott.
A 15. században ellentét robbant ki a monostor és a város között a fizetendő adók és a monostornak végzett munkák miatt. A prépostságot 1619. szeptember 12-én Bethlen István serege pusztította. 1676-ban Teleki Mihály kurucai égették fel. Falai között noviciátus és hittudományi főiskola működött, melyet Kisdy Benedek egri püspök alapított a jezsuiták számára 1657-ben, de 1929-ben Gödöllőre költöztették. A régi monostor épületeit az 1740-es években lebontották és ezután 1750 és 1766 között építették fel a ma is látható későbarokk épületegyüttest. A település lakói főként mezőgazdaságból és bányászatból éltek. A hozzá tartozó bányákban vasat, rezet, ólmot bányásztak. A bányászati tevékenység különösen a 18. század végén lendült fel, 1780-ban nagyolvasztó is épült itt. A vaskohók mellett több kovácsműhely, fűrésztelep, téglagyár és malom is működött.
A 18. század végén Vályi András így ír róla: „JÁSZÓ. Jasovia. Jósz. Régi Vár, és magyar mező Város Abaúj Várm. Hajdani erősségét, melly Várhegynek neveztetett, IVdik Béla Király építtette, hogy e’ vidéki lakosoknak a’ Tatárok ellen menedék helyék lenne: de el sem készűlhetett; midőn a’ már Jászói Prépostságnak épűleteivel egyetemben fel dúllattatott, ’s el égettetett, a’ mint Zsigmond Királynak 1255dikben költt Királyi Levelélől, ’s 1436dikban meg erőssített adománnyaiból, nyilván ki tetszik. És így már ez előtt virágzott vala ottan a’ Præmonstratensiseknek Szerzetek. Történtt szerentsétlensége után majd két száz esztendeig tsekély épűletek vala, ’s könnyen is fel dúlattatott az ellenségtől. Ez a’ szerentsétlenség arra szolgáltatott alkalmatosságot, hogy az akkori Prépost Stanislaus, Zsigmond Királyhoz folyamodván, engedelmet kért, és nyertt Klastromjoknak tornyos falakkal való meg erőssíthetésére 1436dikban. Az idei való Rezidentzia, és a’ Szentegyház, ’s tornyok, olly igen jeles épűletek, mellyek az egész vidéknek nagyobb tekintetet, ’s újjabb elevenséget szolgáltatnak. Tekintetet kaptsol ehez a’ nevezetes Jászói Levéltár, mellyben mind nevezetes mind régi, és fontos Levelek találtatnak. Elég viszontagságokat szenyvedett, a’ mint az 1609dik esztendőbéli Ország Rendgyeinek kérésekböl és ki tetszik, midőn a’ Felség a’ Jászói, és Turóczi Konventeknek meg újjíttasásokra kérettetett, melly IIIdik Ferdinánd alatt is elő fordúlt vala. Mostani pompás épűletei üressen állanak, ’s az Urasági Tiszteknek szolgáltatnak elég tsendes, és valóban úri lakást is. Levegője igen egésséges, és jó lakást szolgáltat. Határja trágyázást kiván, melly után jól termő, legelője szoross, fájok elég van mind a’ két féle, országos Vásárjaik is helyben, eladásra alkalmatos módgyok a’ szomszéd Bányászi Városokban.”
Fényes Elek 1851-ben kiadott geográfiai szótárában így ír a faluról: „Jászó, (Jósz), magyar mv. Abauj vmegyében, Kassához nyugotra 5 órányira, a szomolnoki országutban, egy kies völgyben, a Bodva vize mellett. Lakja 1592 kath. Hajdan bányaváros volt, mint czimeréből (két keresztben álló kalapács) láthatni: most a praemonstrati szerzet gazdag prépostsága s hiteles levéltára ékesiti. A prépostsági két tornyos szentegyház, mind épitési módjára, mind ékességére nézve egy a legjelesbek közül. Belső falai egészen fejér márványozottak; két oltára, az oltárok mellett álló szent képek, a szónok-szék, márványból készültek; a menyegzetet pompás festések ékesítik.

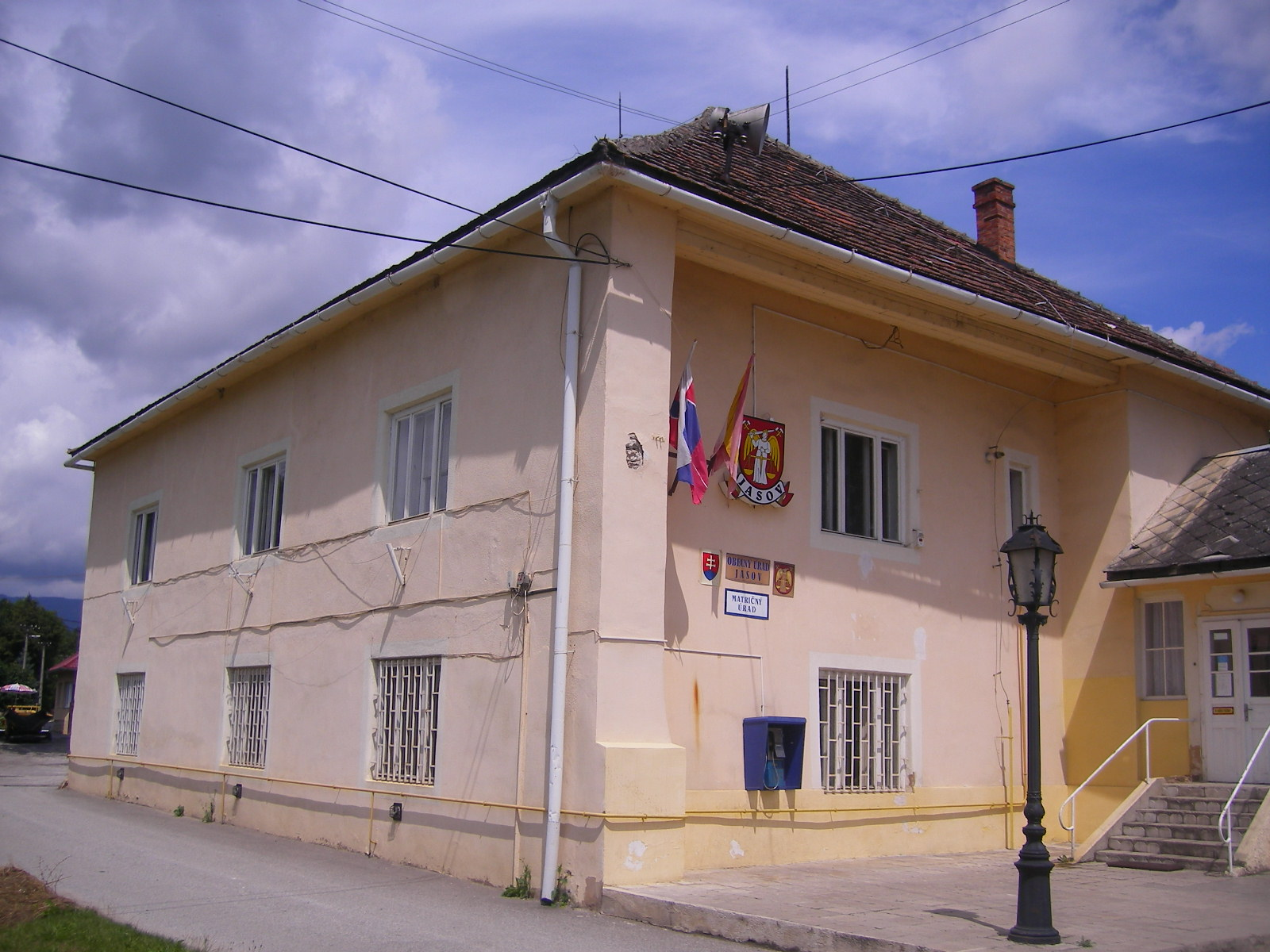
Községháza

A szentegyháztól jobbra esik a préposti-lakás, balra zárda (klastrom), mellyben laknak a szerzet többi tagjai, kik egyébiránt mint kanonokok (Canonici regulares) tekintetnek, s Eximius czimmel tiszteltetnek. Fő alapitói ezen prépostságnak Kálmán s II. Béla voltak, s a hiteles levéltár most is egy a legnevezetesebbek közül való, ámbár IV. Béla alatt a tatároktól semmivé tétetett. Az idevaló hegyeken igen sok vörös és fejér, fekete és fejér, kék és fejér csikos márvány töretik, s helyben asztalnak, szobornak, oltárnak, sirkőnek dolgozzák fel; továbbá találtatik itt számos mesterember, a vásárok pedig különösen sertésre nézve nagy fontosságuak. F. u. a jászói prépostság, s feje egy uradalomnak. Ut. p. Meczenzéf.”
Borovszky Samu monográfiasorozatának Abaúj-Torna vármegyét tárgyaló része szerint (részlet): „Ha Kassáról Nagy-Idán és Szepsin át vasuton Jászó felé utazunk, gyönyörü tájkép terül el előttünk. Jászónak sugár tornya már messziről figyelmezteti az utast, hogy Cserehát gyöngyéhez közeledik. Jászó városát alig lakja 1400 lélek, kik néhány zsidó családot leszámitva, mind katholikusok és a rozsnyói egyházmegye főhatósága alá tartozó premontrei plébános lelkipásztorsága alatt állanak. Népe tiszta magyar, melynek nyelve a palóczokéhoz hajlik; kiejtésükön azonban nyoma van a szomszéd németek és tótok hatásának. Mindkettőből sok szót vett kölcsön; de a mit kölcsön vett, meg is magyarosította. Természete nyilt, bőbeszédü, sokszor tudákos, okoskodó. Nem oly szorgalmas és kitartó, mint a német, nem is ily kevéssel beérő, mint a tót; de azért megnyugszik szűkös helyzetében, s ha hétköznap dolgozott, ünnepnap nem sajnálja a költségesebb szórakozást. Foglalkozása földmívelés, de még inkább a kisipar. A bányászatot régen átengedték a környék németjeinek. A városban két iskola van, két férfi- s egy nőtanitó vezetése alatt. A ki szerét ejtheti, tovább képezteti fiait Rozsnyón, vagy Kassán. Az iparoslegények dalköre, a tüzoltó-egyesület az ifjuságban a testületi szellemet sikerrel ápolják. Az úri osztály kaszinó-társaskört tart fenn. A város külseje elég takaros; utczája ugyszólván csak egy van, de ez hosszu és széles, közepén egy hidakkal átszelt, jegenyékkel szegélyezett hegyi patak folydogál. E nagy utczán van a régi városháza, a plébánia s mögötte temető közepén az érdekes, ódon csúcsives templom; itt van a posta- és táviróhivatal, a 200 éves nagyvendéglő, a gyógyszertár, a tüzoltók szertára. Minden ház mögött hosszu gyümölcsös kert terül el, ezek végében állanak a csürök.”
A trianoni békeszerződésig Abaúj-Torna vármegye Csereháti járásához tartozott.

## Népessége
| Év:            | 1994. | 2004.    | 2014.    | 2024.   |
| -------------- | ----- | -------- | -------- | ------- |
| Emberek száma: | 2436  | 2832     | 3500     | 3740    |
| Eltérés:       |       | +16,25 % | +23,58 % | +6,85 % |

| Év:            | 2023. | 2024.   |
| -------------- | ----- | ------- |
| Emberek száma: | 3675  | 3740    |
| Eltérés:       |       | +1,76 % |

1880-ban 1496 lakosából 1248 magyar, 112 szlovák és 54 német anyanyelvű volt. Ebből 1365 római katolikus, 111 izraelita, 18 görög katolikus és 2 evangélikus vallású volt. Jászóváralja 301 lakosából 226 magyar és 44 szlovák anyanyelvű volt.
1890-ben 1387 lakosából 1220 magyar és 103 szlovák anyanyelvű volt. Jászóváralja 250 lakosából 219 magyar és 23 szlovák anyanyelvű volt.
1900-ban 1445 lakosából 1325 magyar és 82 szlovák anyanyelvű volt. Jászóváralja 274 lakosából 254 magyar és 13 szlovák anyanyelvű volt.
1910-ben 1361 lakosából 1318 magyar, 26 szlovák és 9 német anyanyelvű volt. Ebből 1228 római katolikus, 78 izraelita, 38 görög katolikus, 16 református és 1 unitárius vallású volt. Jászóváralja 243 lakosából 216 magyar és 11 szlovák anyanyelvű volt.
1921-ben 1303 lakosából 1199 magyar és 50 csehszlovák volt. Jászóváralja 250 lakosából 227 magyar és 11 csehszlovák volt.
1930-ban 1403 lakosából 972 magyar, 182 csehszlovák, 47 zsidó, 24 német, 1 ruszin, 96 egyéb nemzetiségű és 81 állampolgárság nélküli volt. Ebből 1271 római katolikus, 67 izraelita, 26 görög katolikus, 13 evangélikus, 8 református és 18 egyéb vallású volt. Jászóváralja 214 lakosából 161 magyar és 21 csehszlovák volt.
1941-ben 2081 lakosából 2002 magyar és 50 szlovák volt. Jászóváralja 251 lakosából 247 magyar volt.
1991-ben 2385 lakosából 85 roma, 466 magyar és 1802 szlovák volt. 
2001-ben 2661 lakosából 375 magyar és 2165 szlovák volt. 
2011-ben 3351 lakosából 2404 szlovák, 237 magyar és 198 cigány, ebből 1567 szlovák, 879 cigány, 378 magyar és 511 ismeretlen anyanyelvű. Ebből 2166 római katolikus, 586 ismeretlen, 48 görög katolikus vallású és 475 nem vallásos.

## Nevezetességei
- A premontrei kolostort a 12. században Könyves Kálmán király alapította, de csak a 13. század közepén készült el. A középkorban országos jelentőségű hiteleshely volt. Mai formáját a 18. századi újjáépítéskor nyerte el. Keresztelő Szent János tiszteletére szentelt temploma 1970-ben leégett, különösen a freskók rongálódtak meg, de helyreállították. A monostor könyvtára 1802-ben épült.

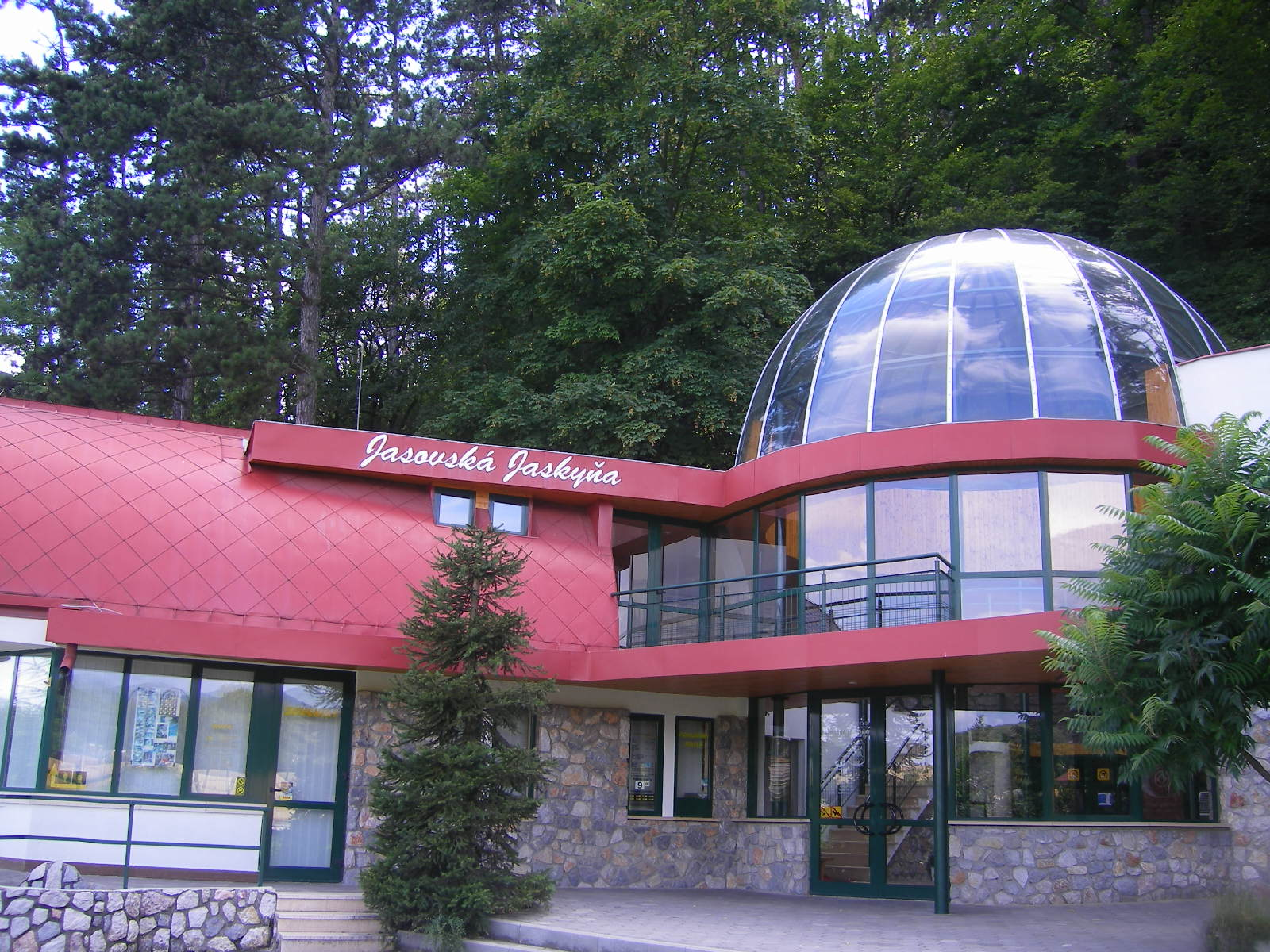
A cseppkőbarlang bejárata

- A falutól délnyugatra emelkedő hegyen állnak Jászó várának romjai, melyet 1317 körül Károly Róbert emeltetett. Királyi vár, a 15. század közepén a husziták birtokolták. 1685-ben Thököly foglalta el, 1707-ben pedig Rákóczié lett. A kuruc harcok után pusztult el.
- Jászói-barlang. 1995 óta az Aggteleki-karszt és a Szlovák-karszt barlangjai részeként az UNESCO Világörökség listáján szereplő természeti képződmény.
- Az apátság parkjában álló kopjafát 2009-ben állították.

## Híres emberek
- Itt született 1764-ben Bernáth László Miksa premontrei rendi szerzetes, tanár.
- Itt született 1801 körül Csoltkó Fülöp premontrei rendi kanonok, teológiai doktor.
- Itt született 1814-ben Fedák Ferenc Orbán premontrei rendi pap, tanár, költő, préposti levéltáros.
- Itt született 1927. április 21-én Frankovics Boldizsár kibernetikus, egyetemi tanár (1927–2008).
- Itt hunyt el 1574-ben Egri Lukács protestáns lelkész, a magyarországi unitarizmus egyik előfutára.
- Itt hunyt el 1660-ban Kisdy Benedek szerémi püspök 1644-től, nagyváradi püspök 1646-tól, egri püspök 1648-tól haláláig, királyi tanácsos.
- Itt hunyt el 1699-ben Fenessy György egri püspök.
- Itt hunyt el 1893-ban Kaczvinszky Viktor a jászóvári premontrei rend prépost-prelátusa.

## Képtár

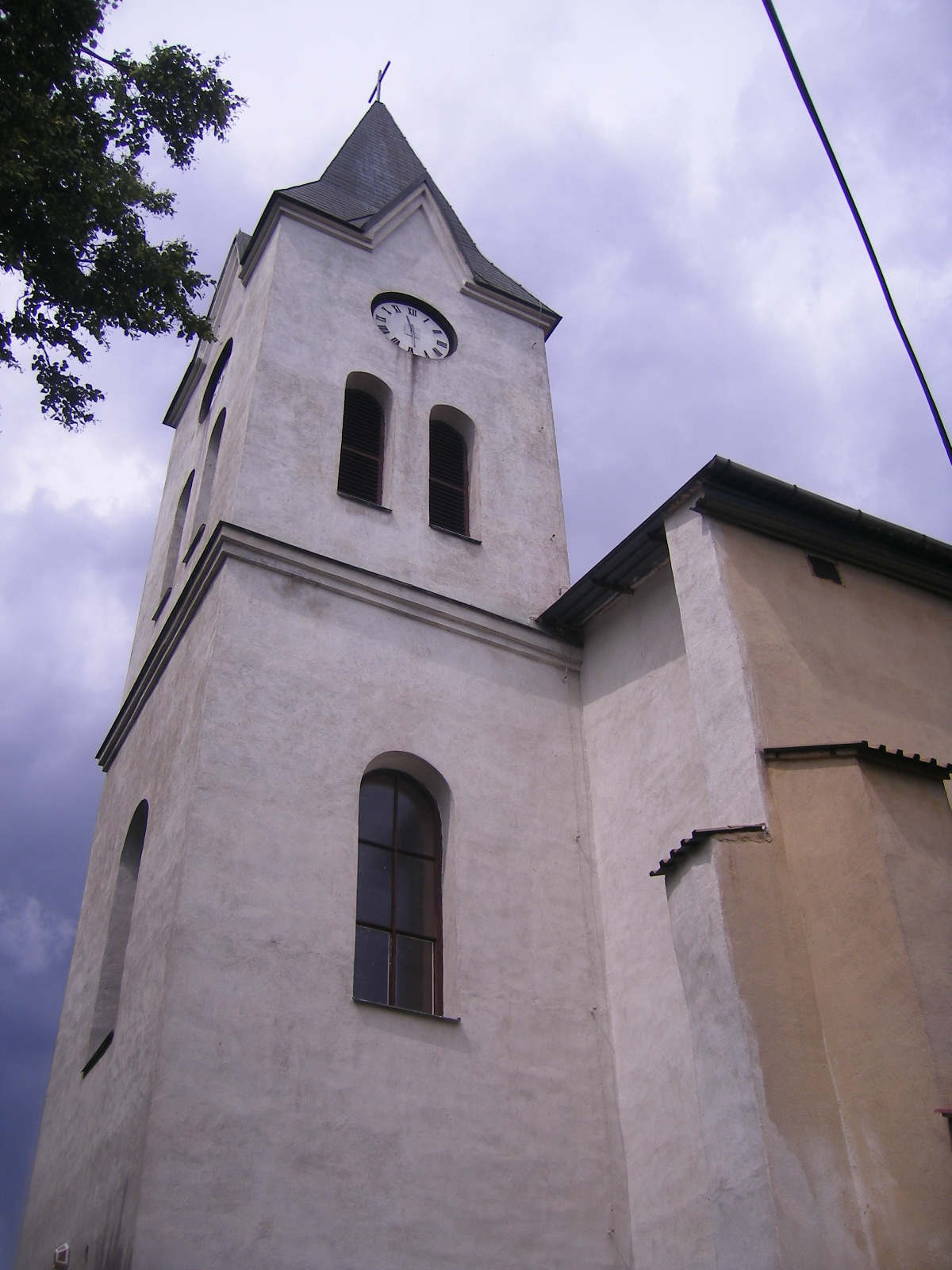
A jászói katolikus templom
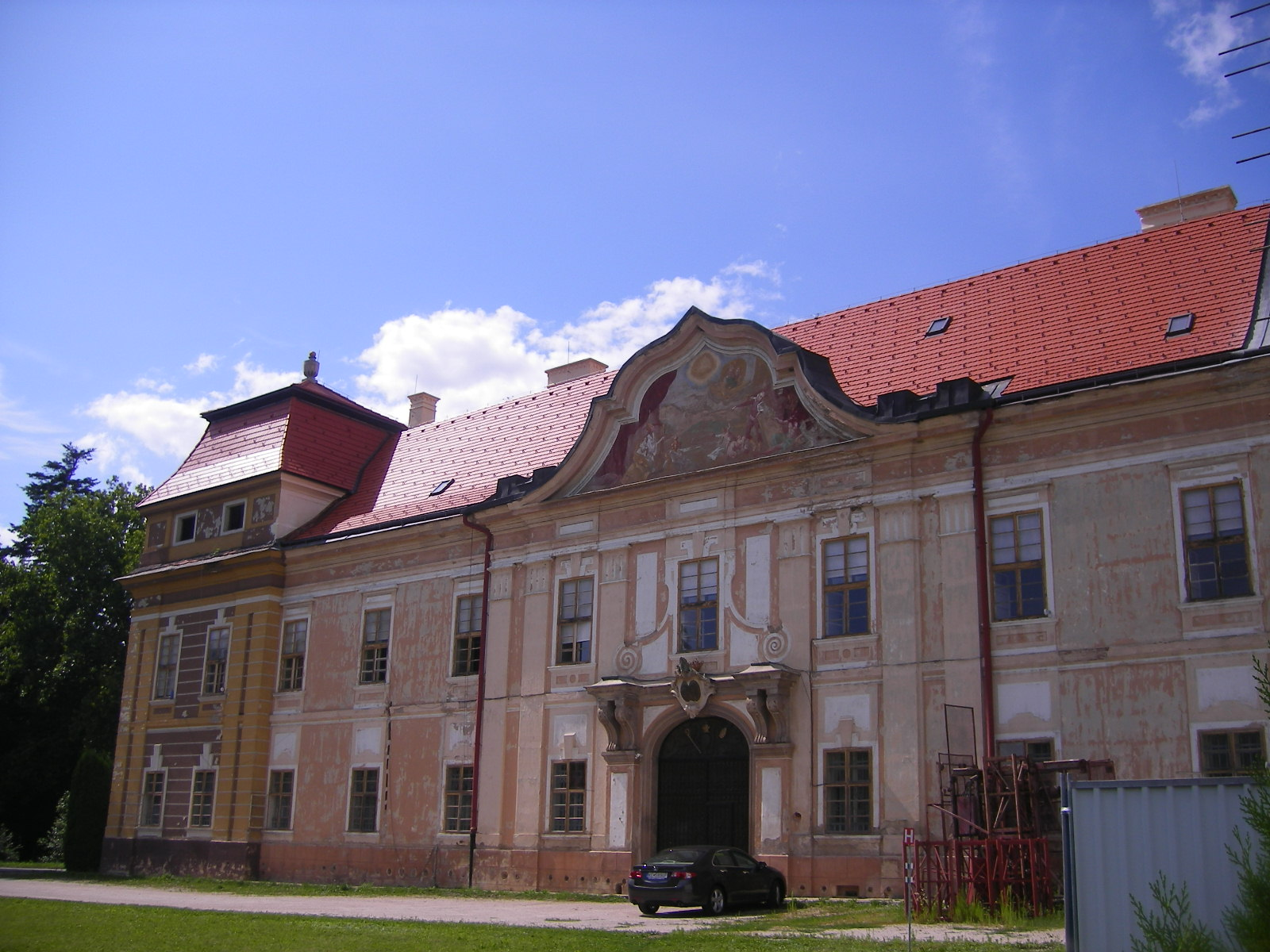
A premontrei kolostor épülete
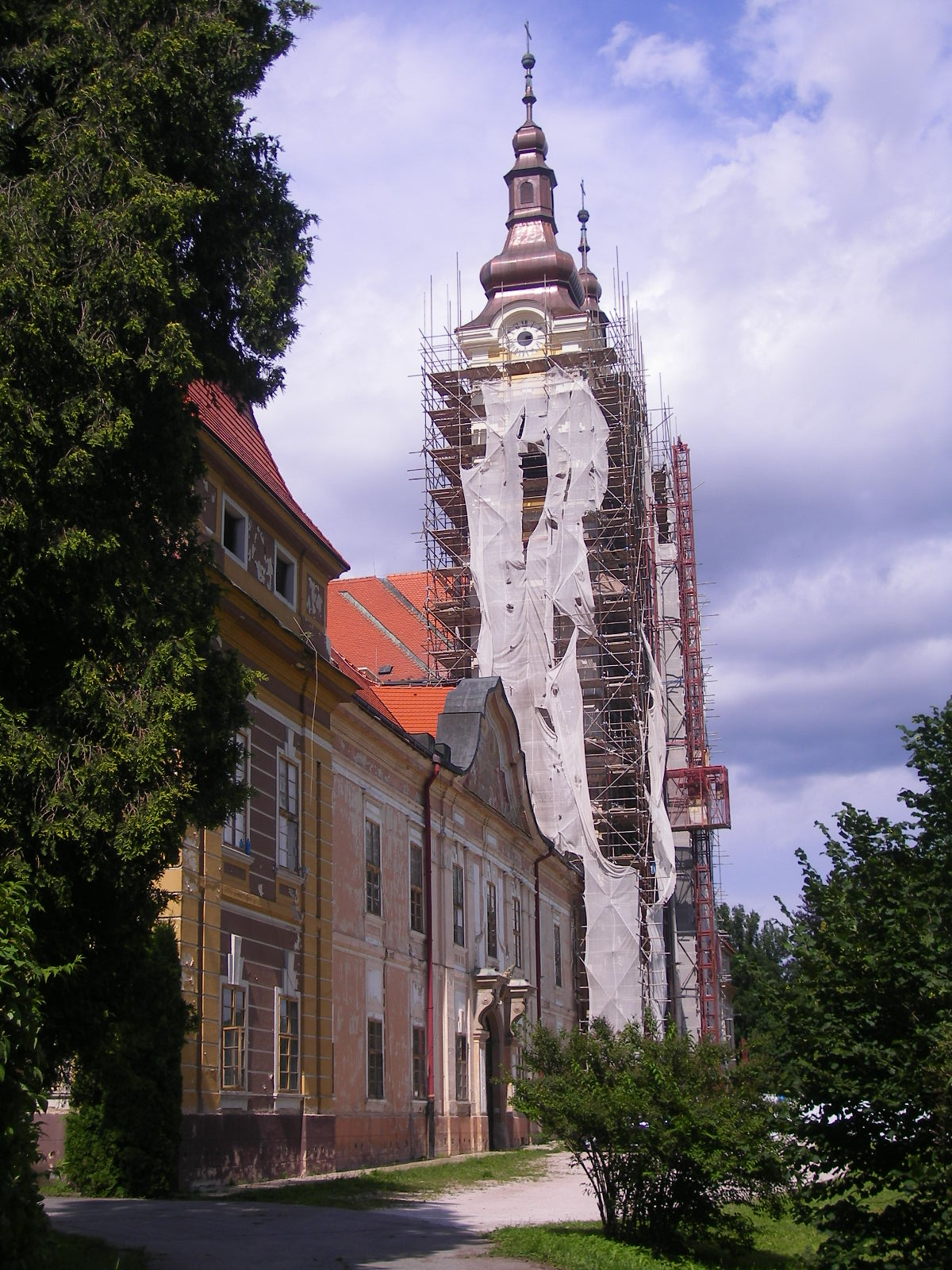
A kolostortemplom felújítása 2009 júliusában
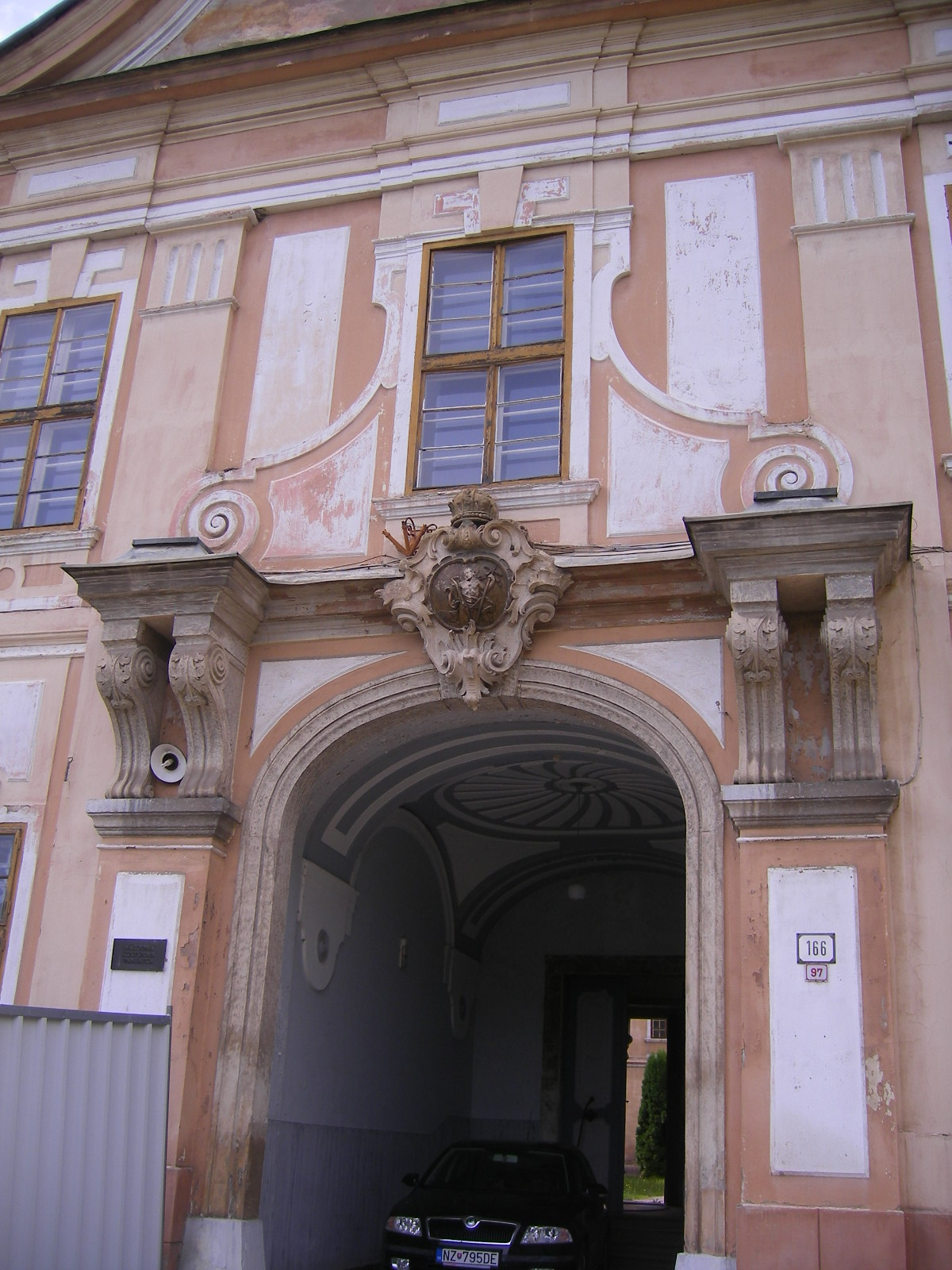
Premontrei apátság - részlet
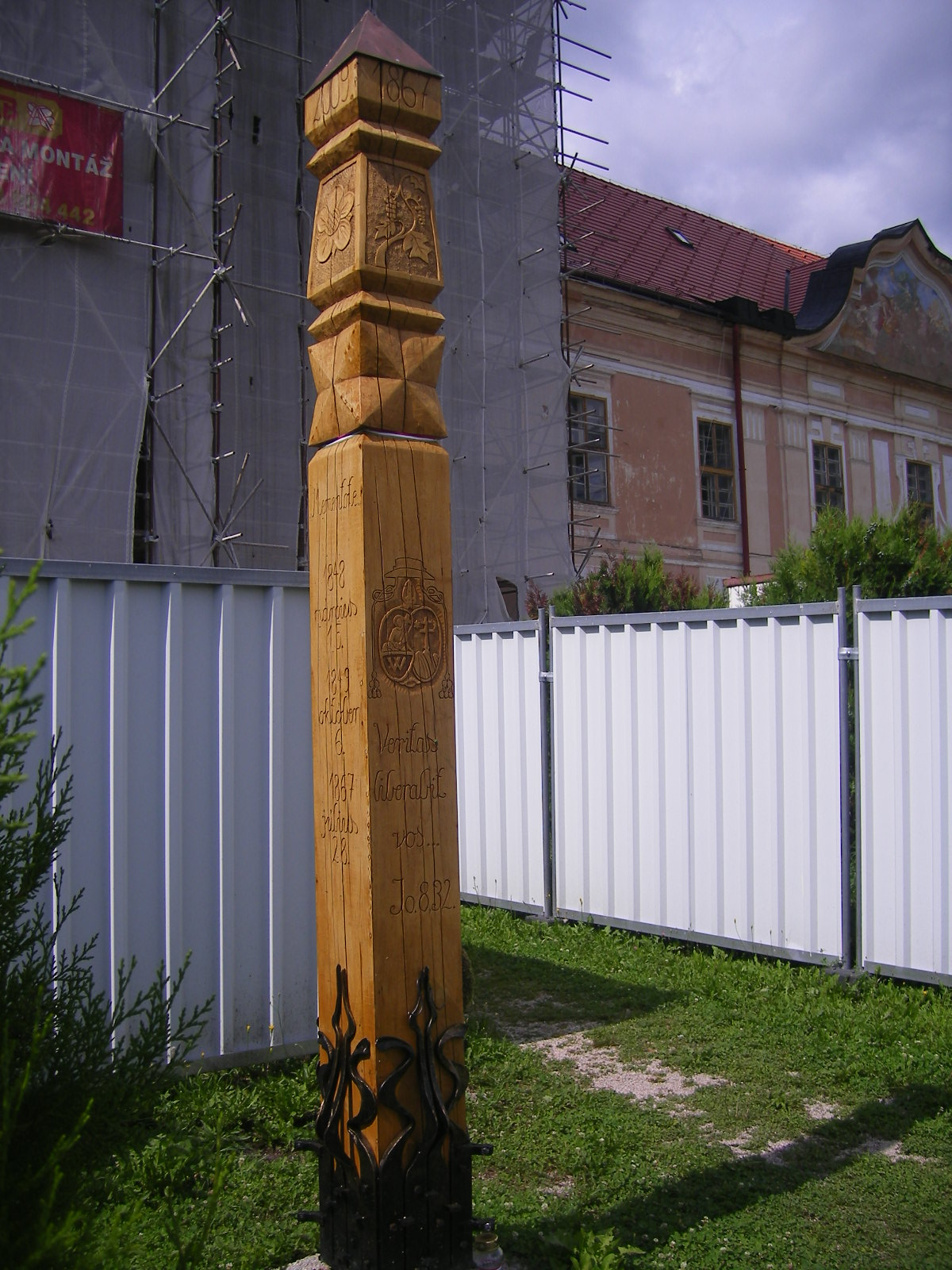
Kopjafa az apátság parkjában
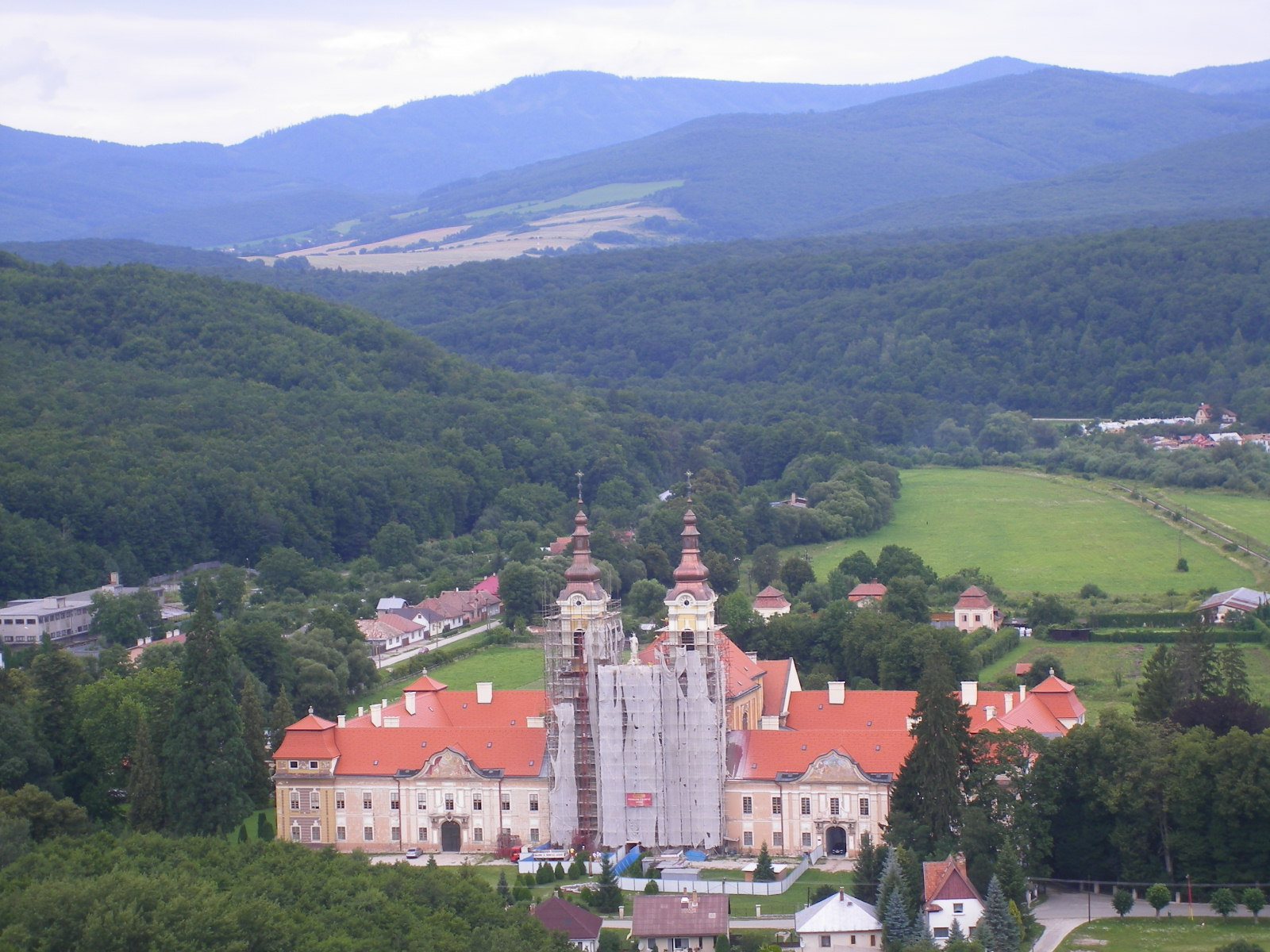
Az apátság látképe a várhegyről
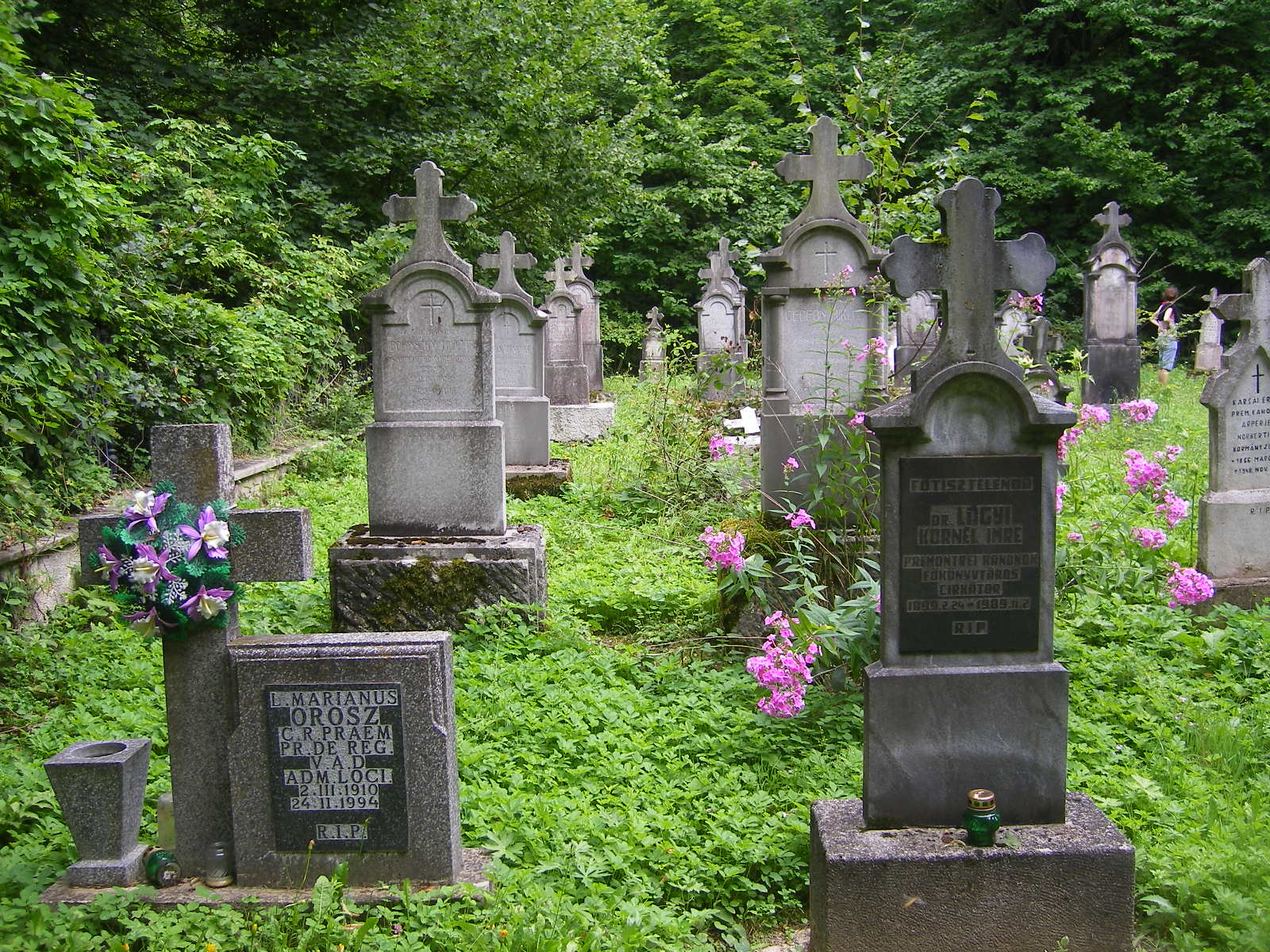
Régi apátsági temető
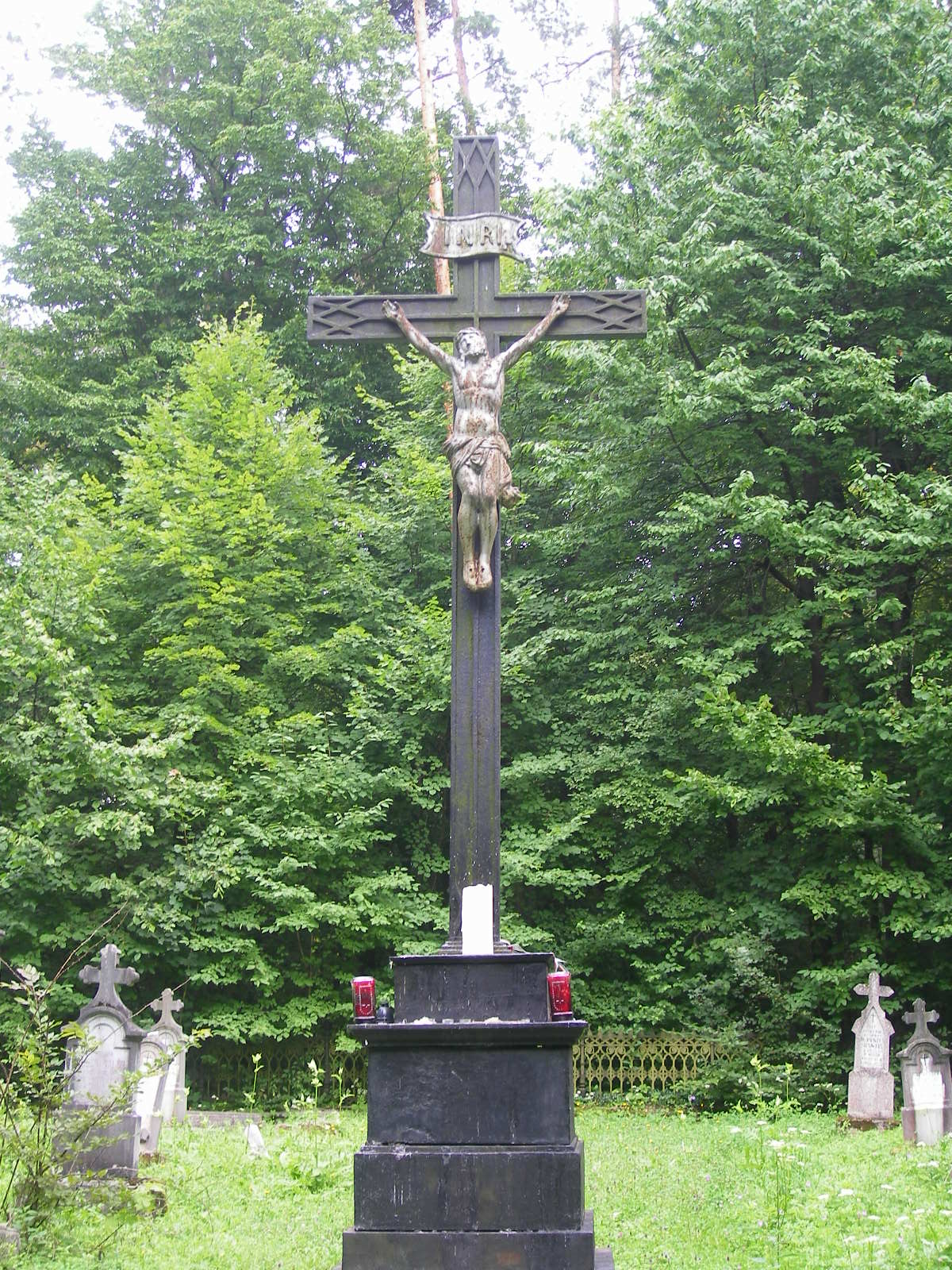
Nagykereszt a régi apátsági temetőben
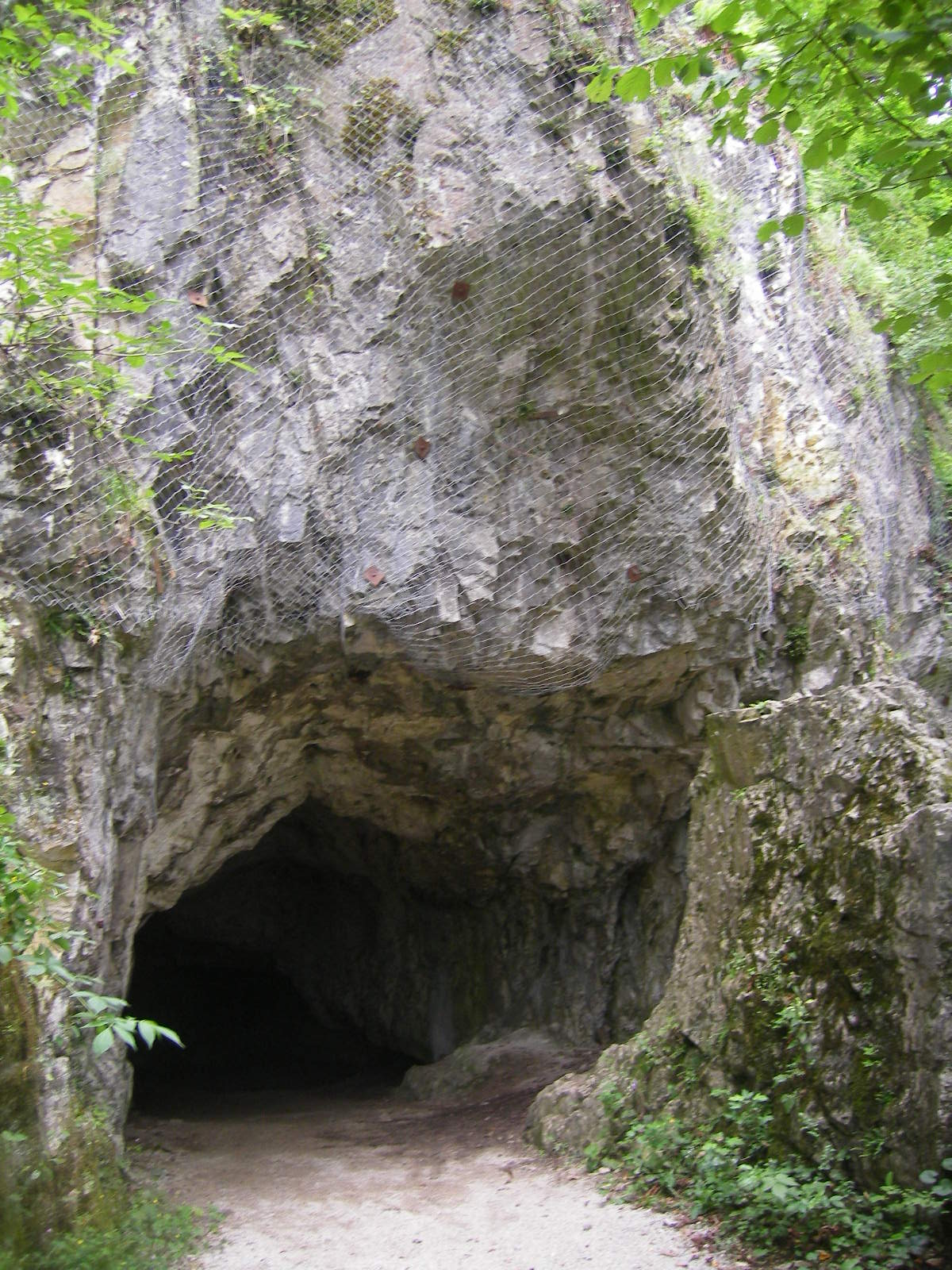
Barlangüreg a jászói Várhegy oldalában
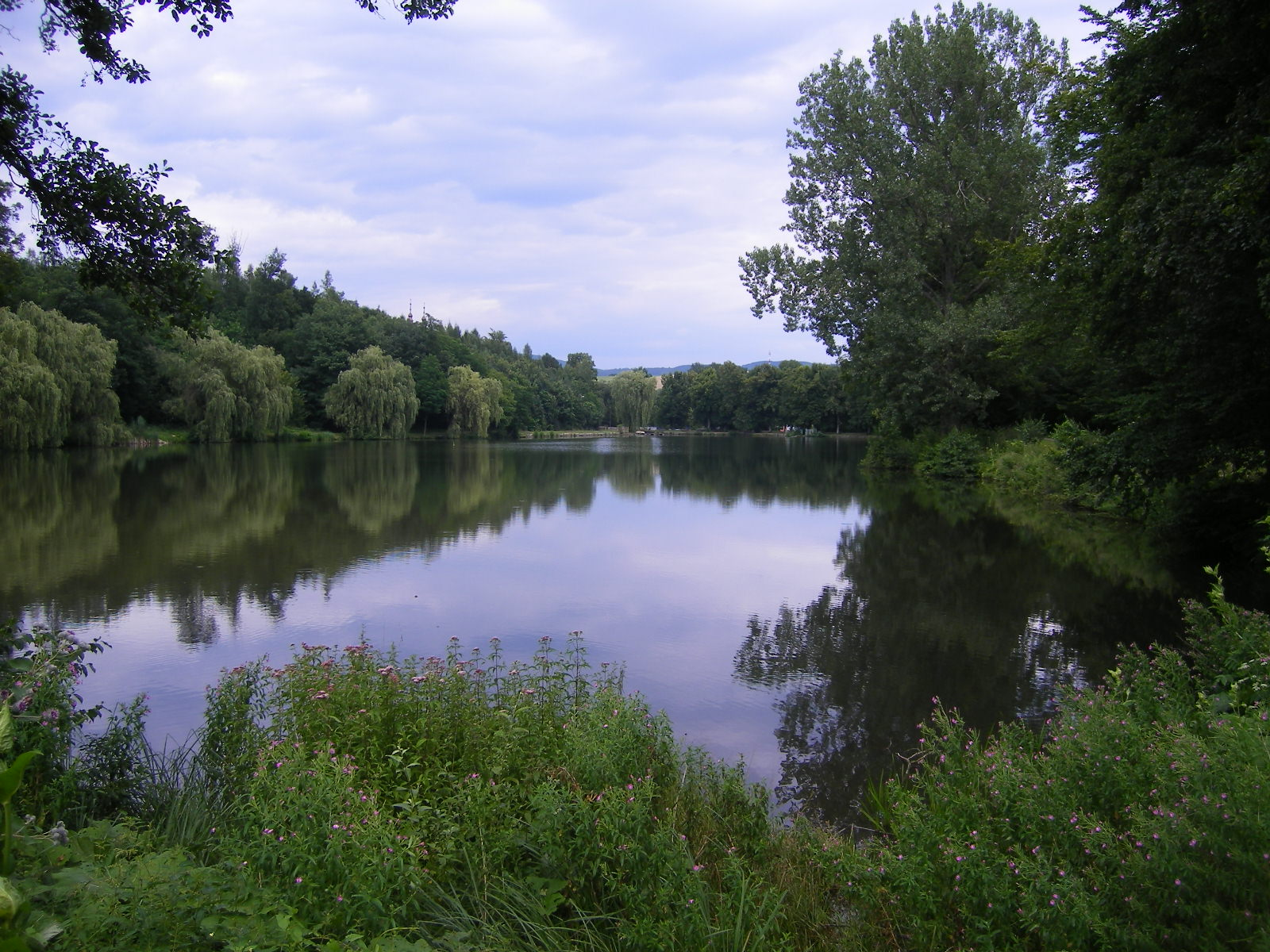
Az egykori apátsági halastavak
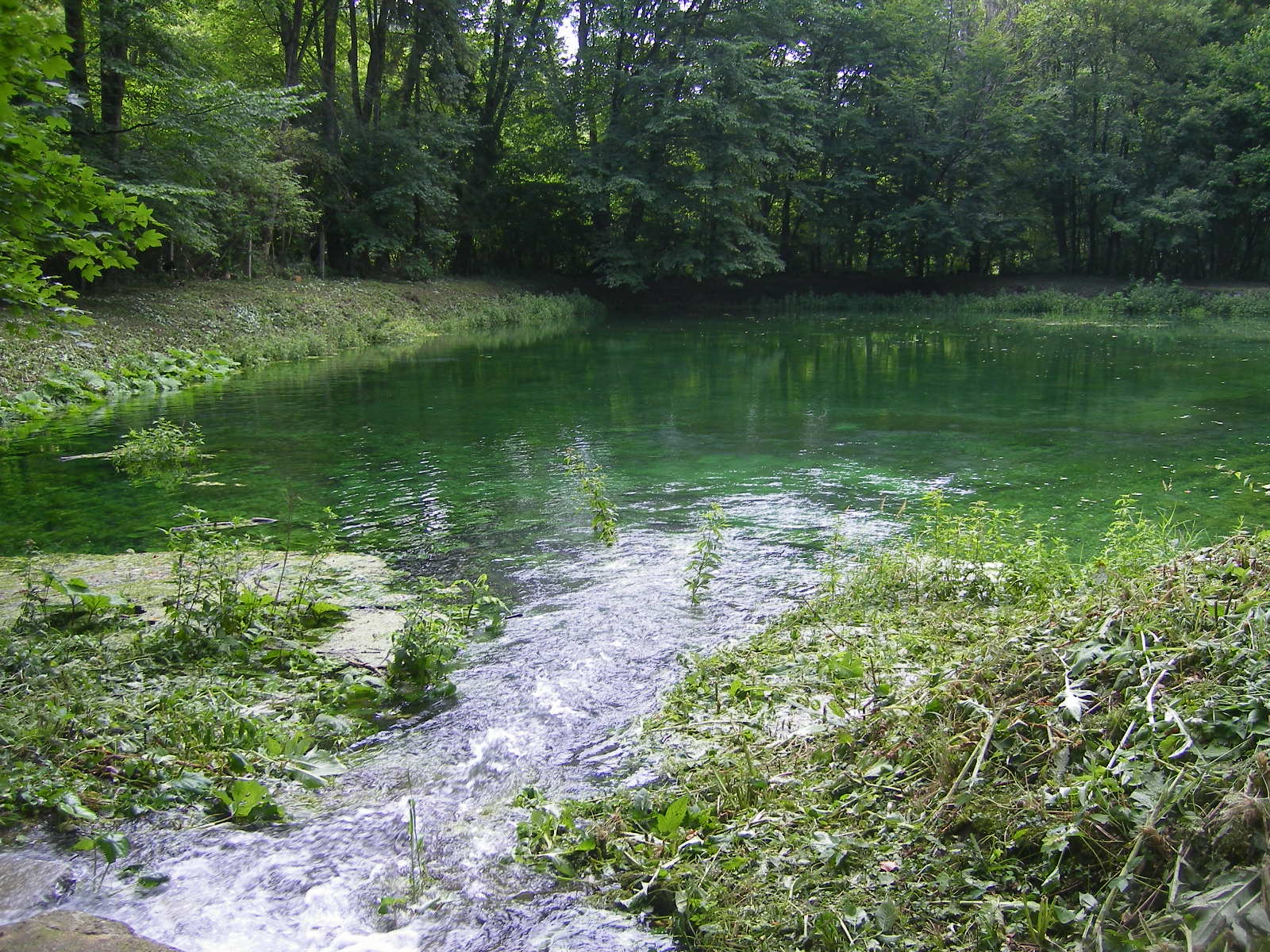
Jászói-tavak
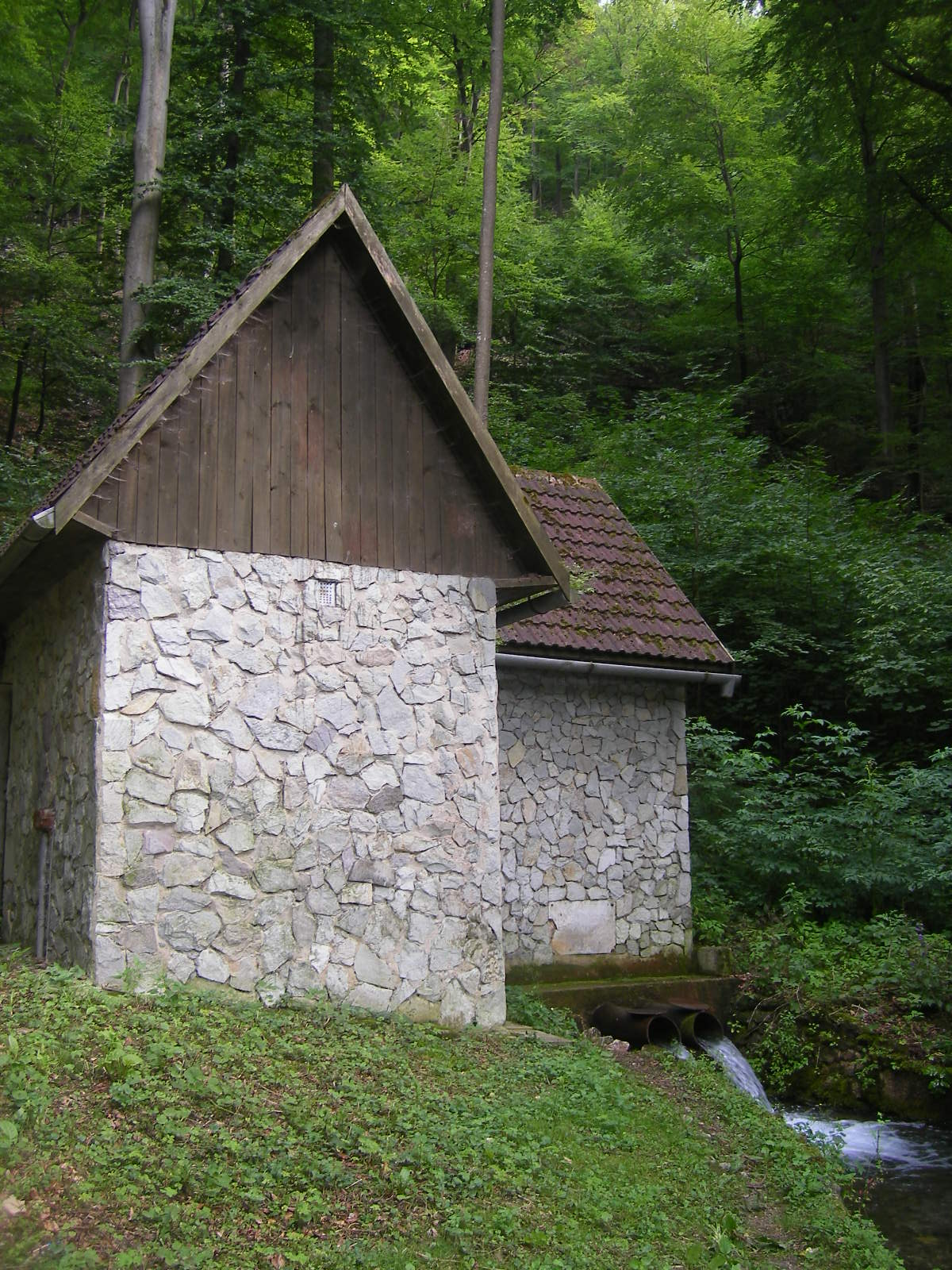
A régi apátsági vízmű
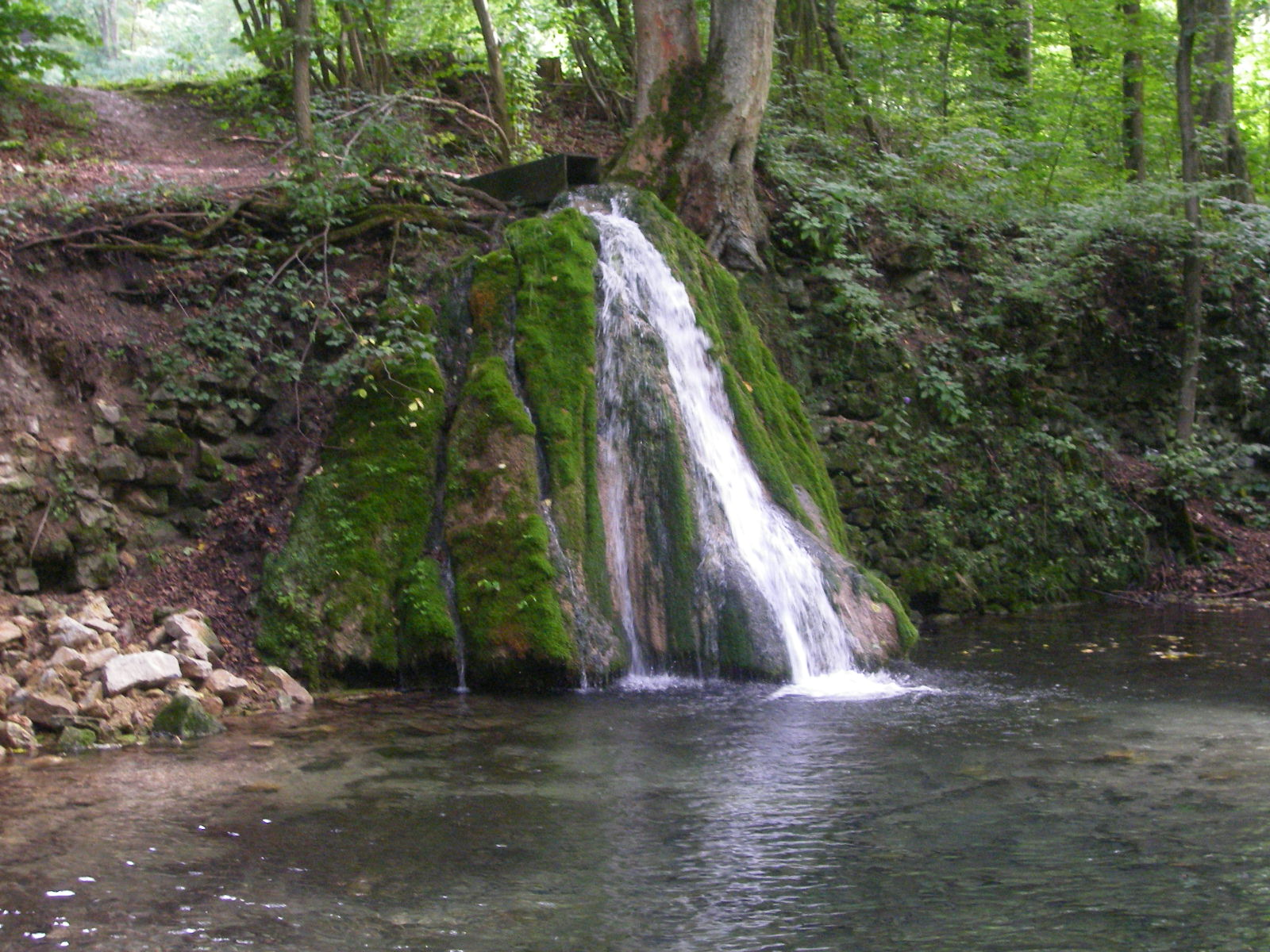
Vízesés a Jászói-tavaknál
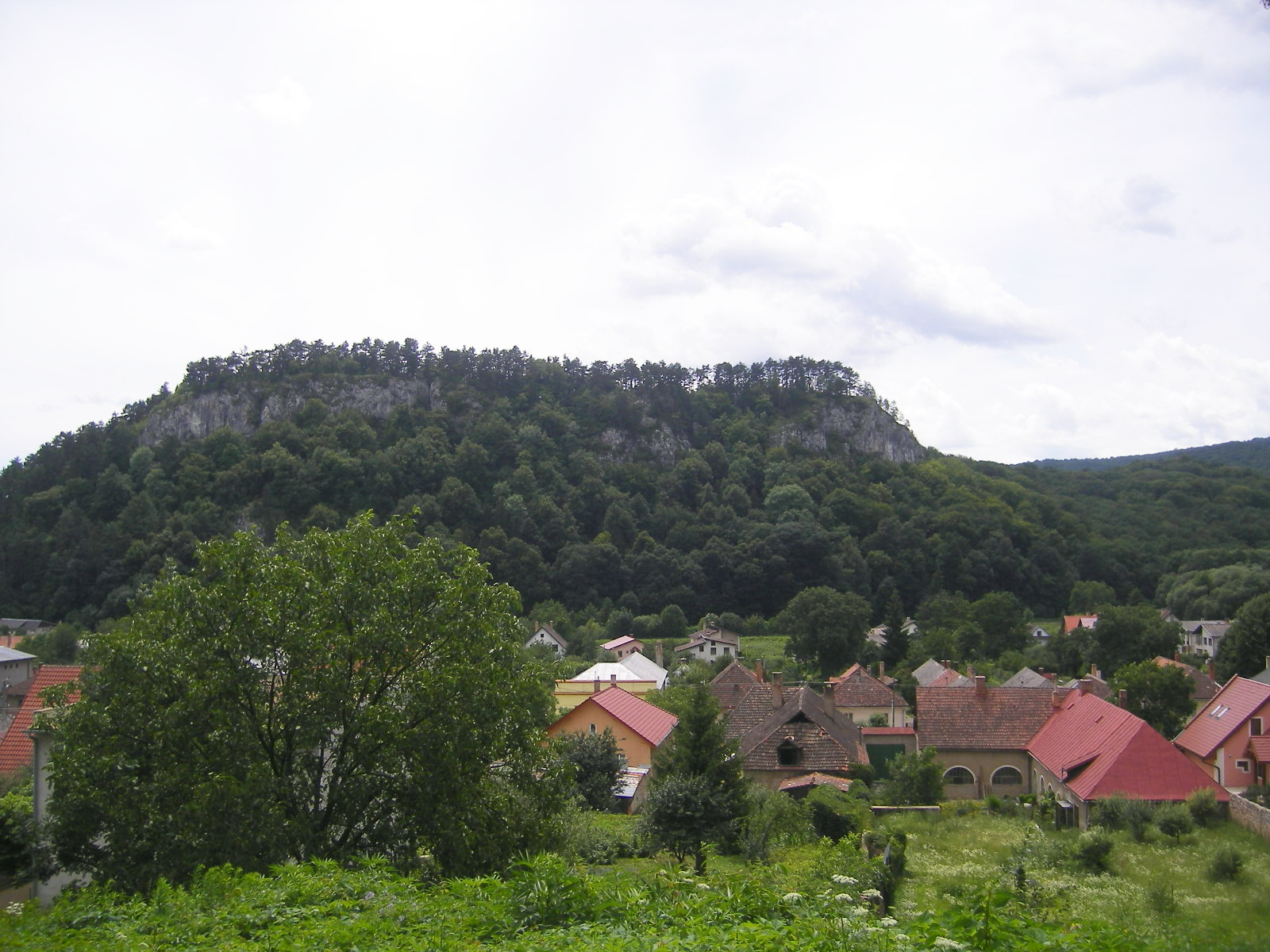
A jászói Várhegy látképe a katolikus templomtól
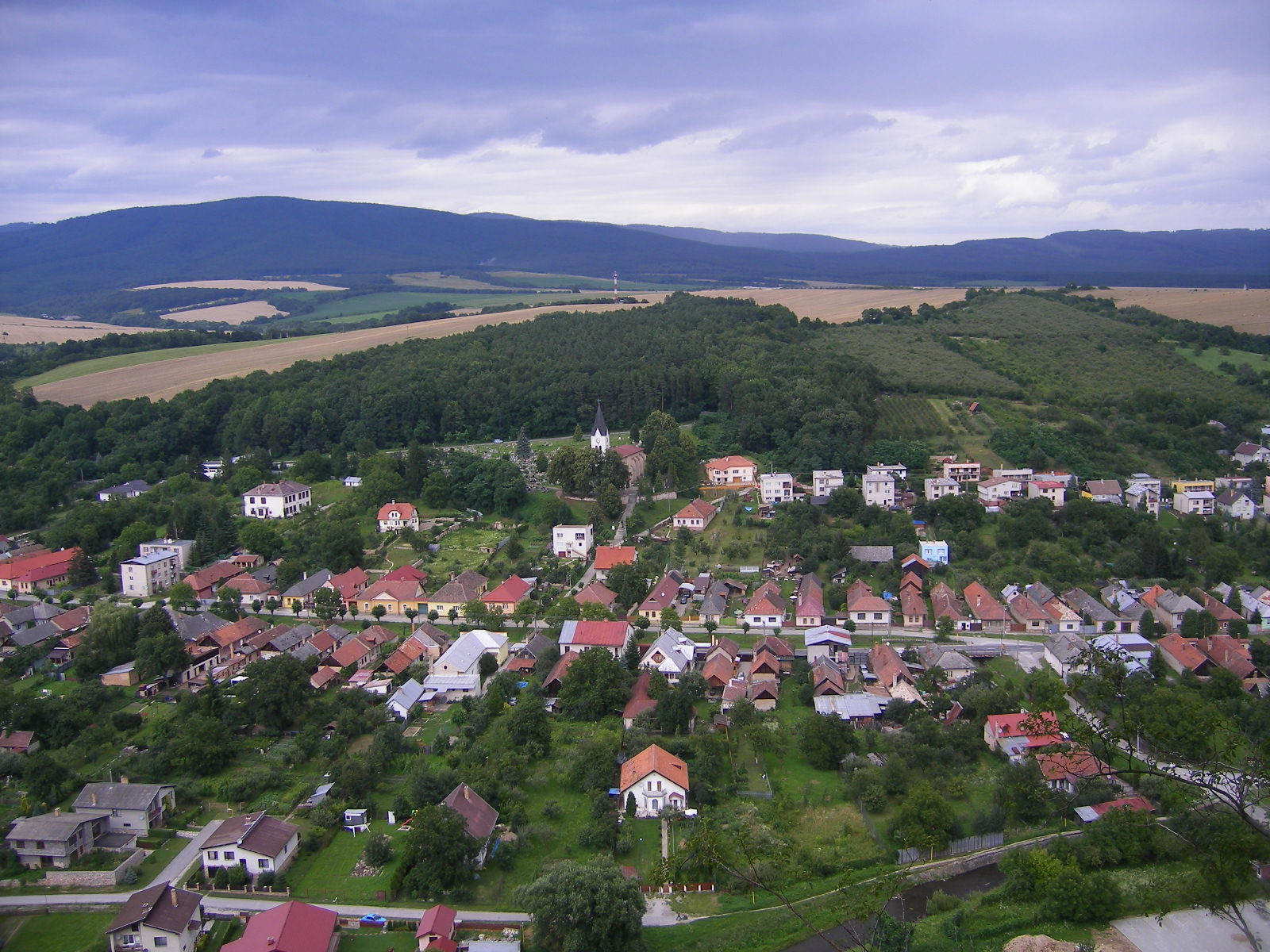
Jászó látképe a Várhegyről
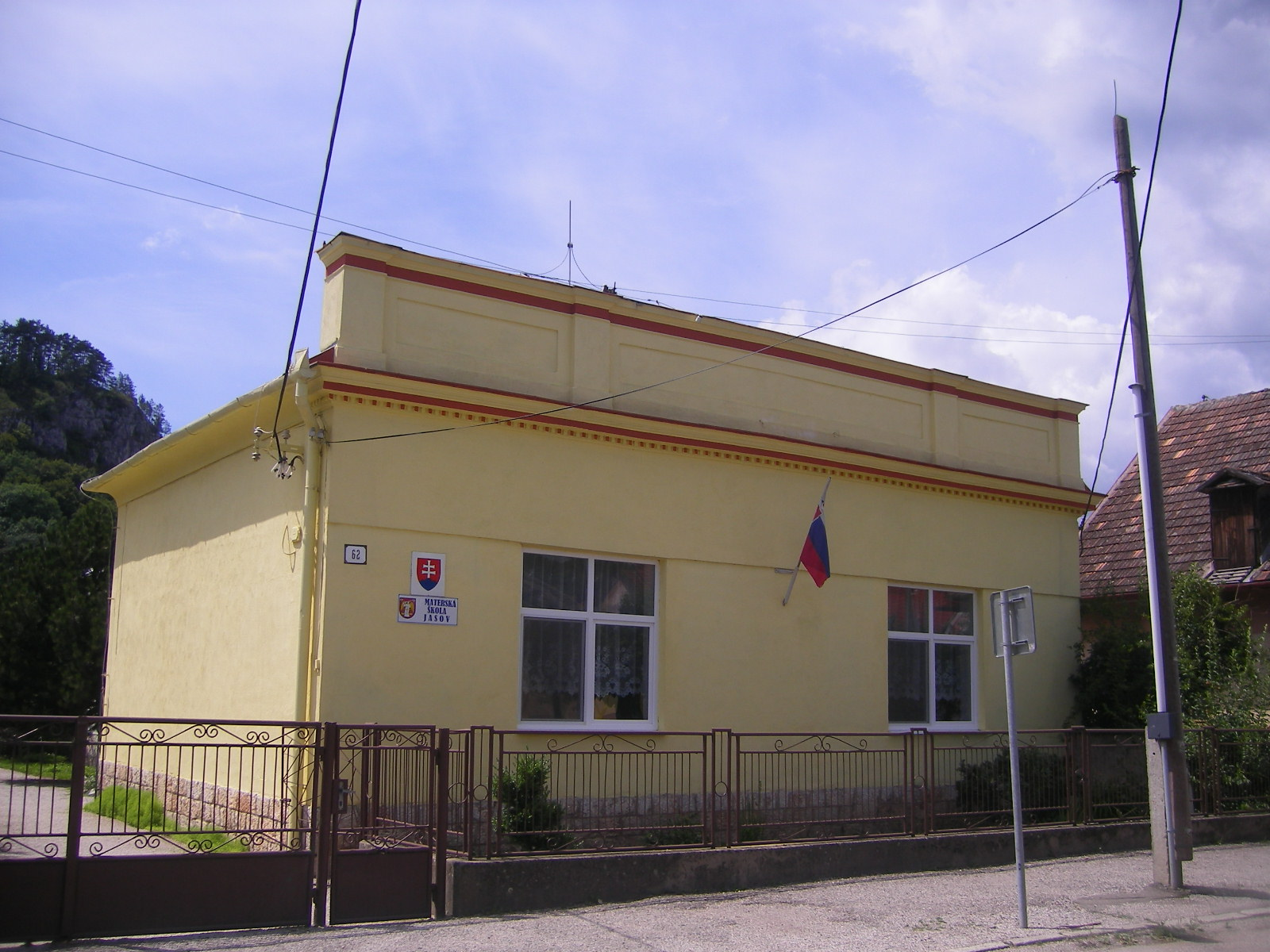
Óvoda
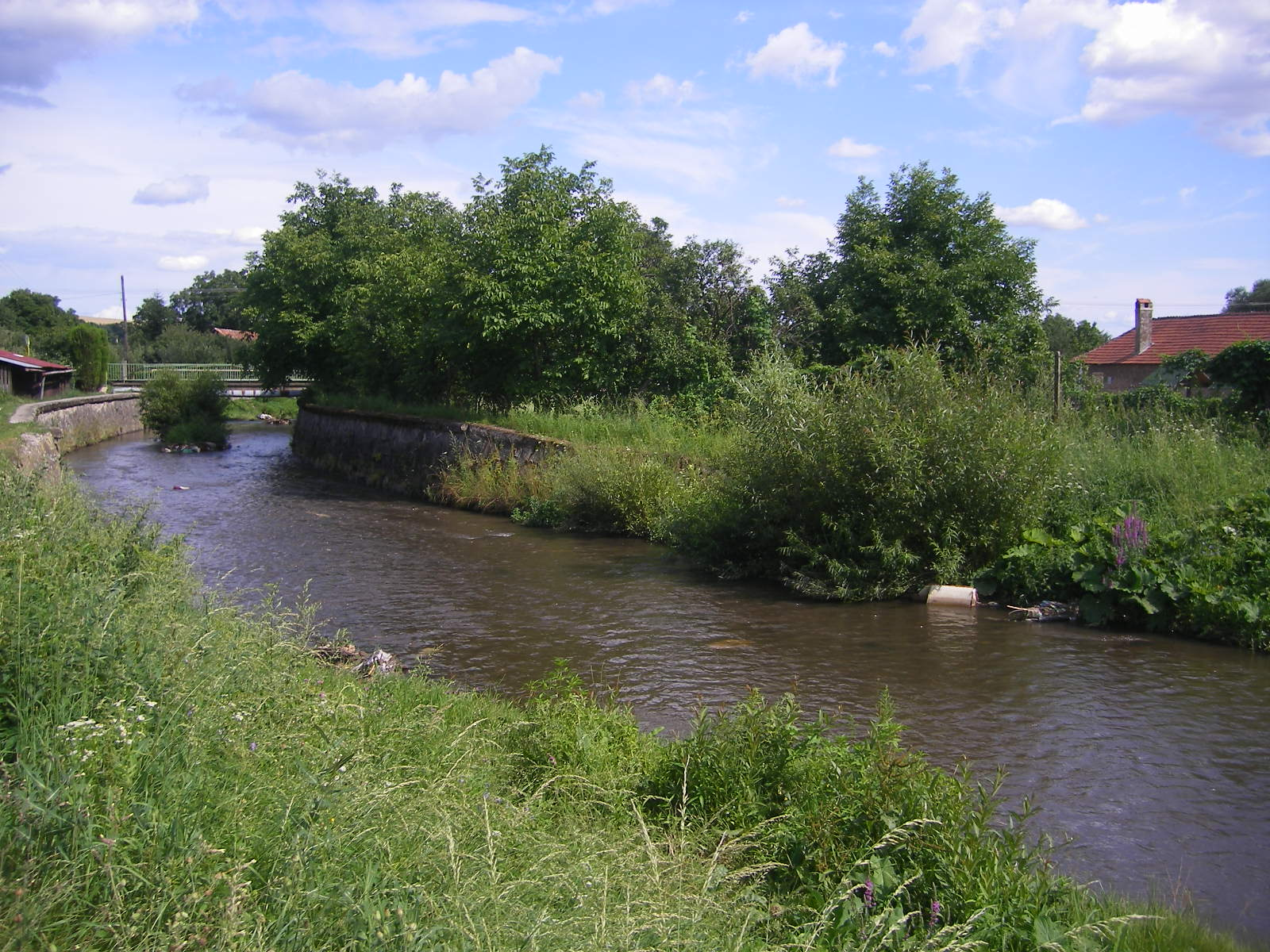
A Bódva Jászónál
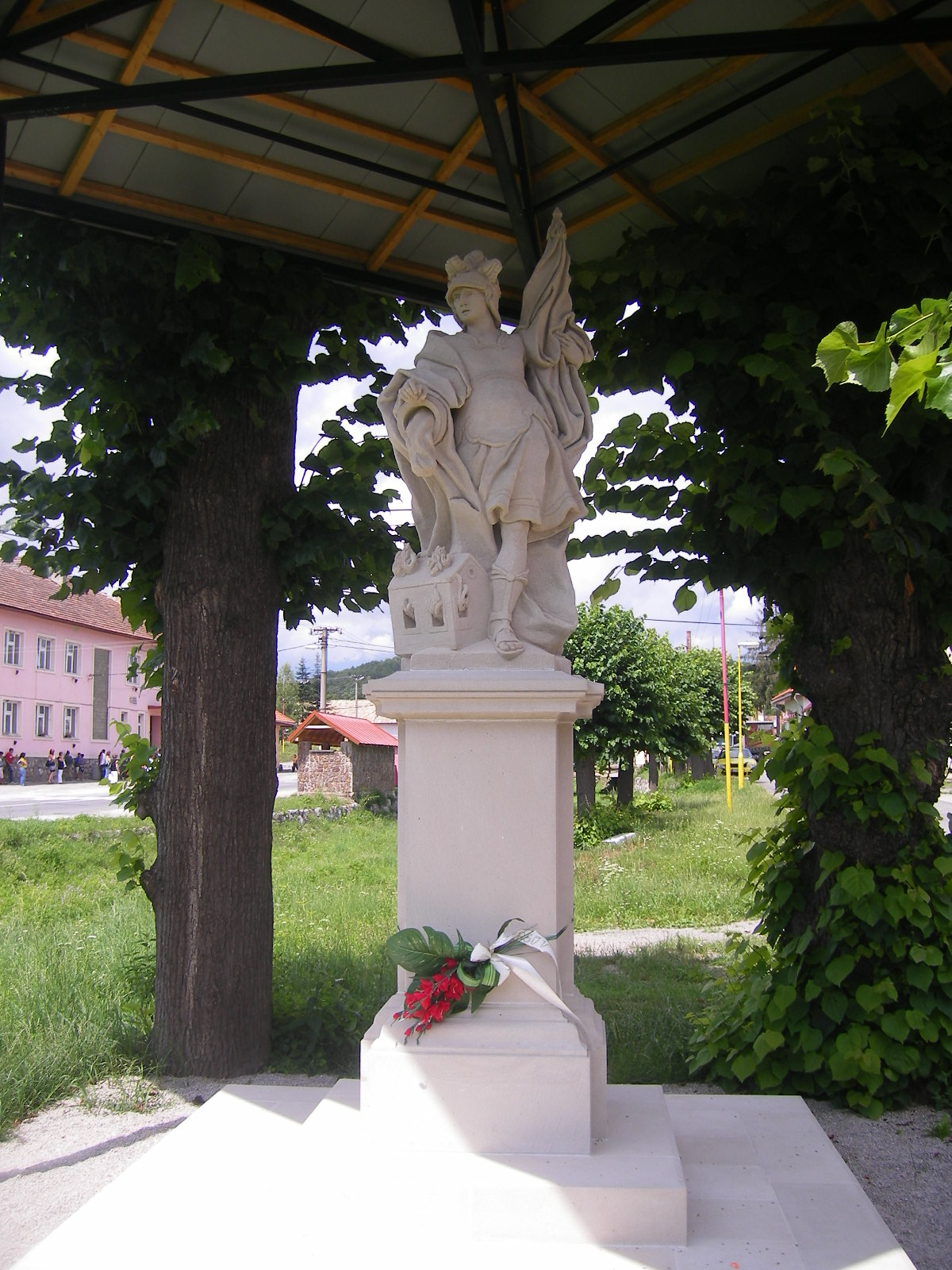
Szent Flórián szobra
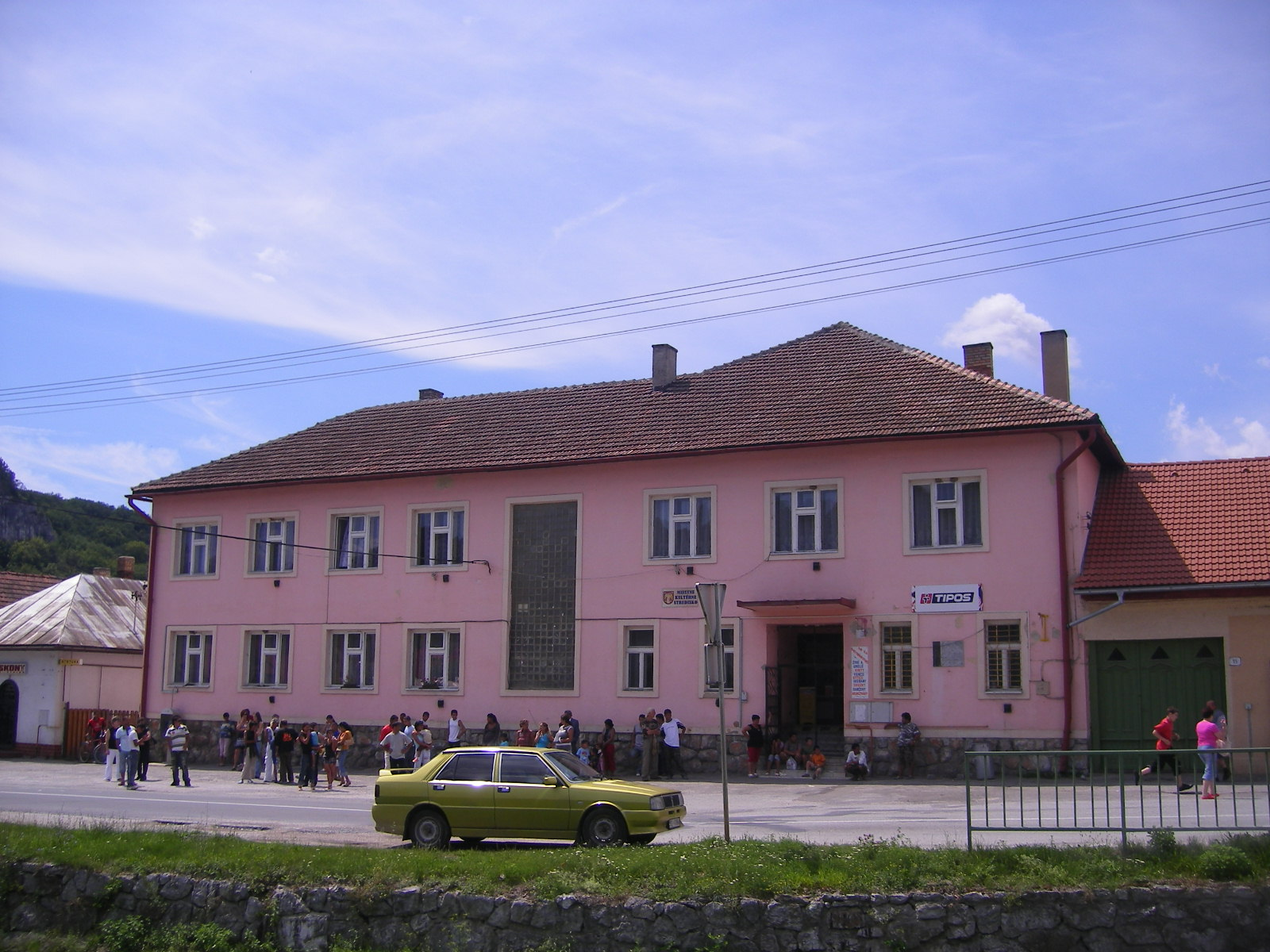
Kultúrház
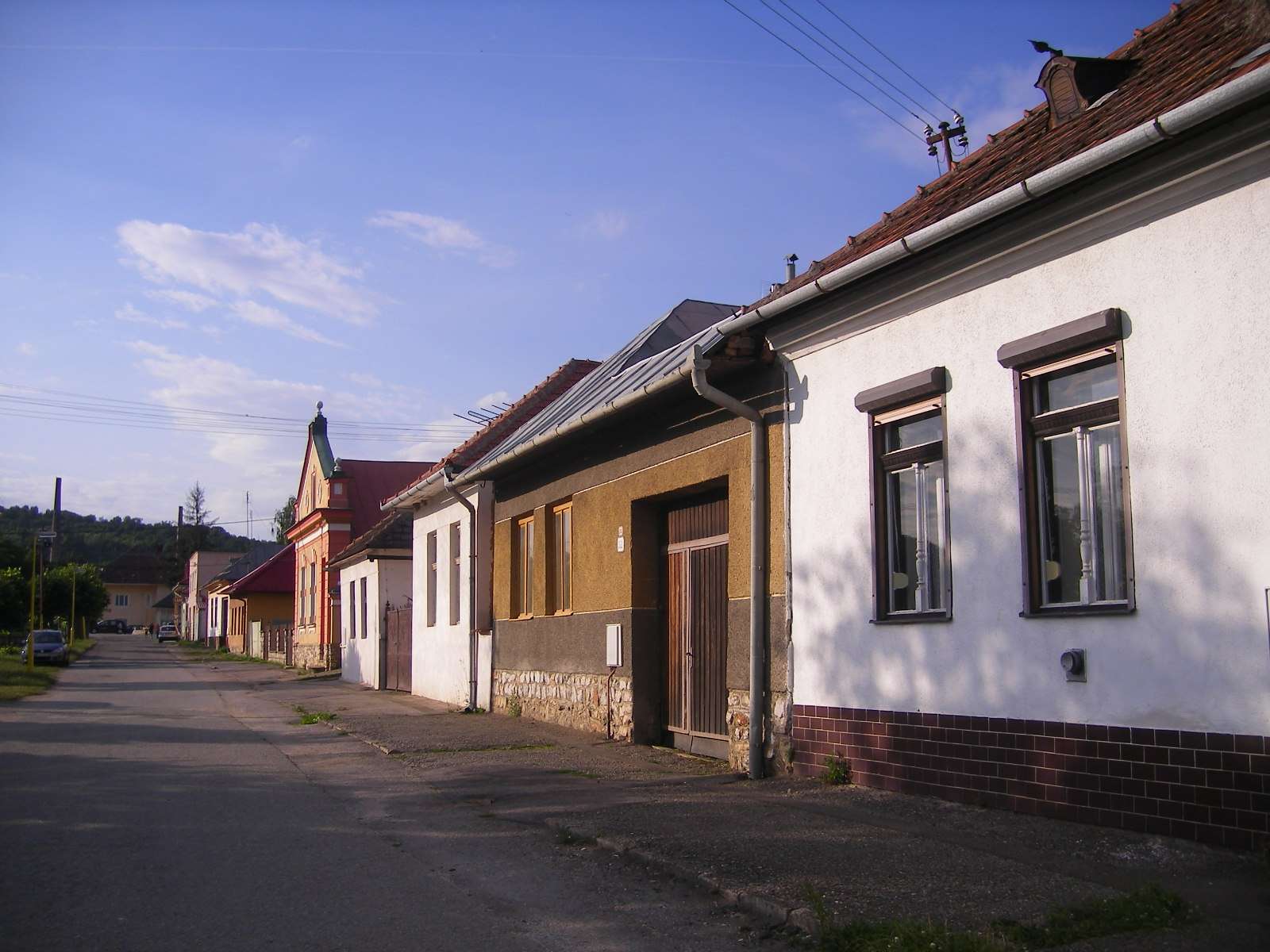
Utcakép
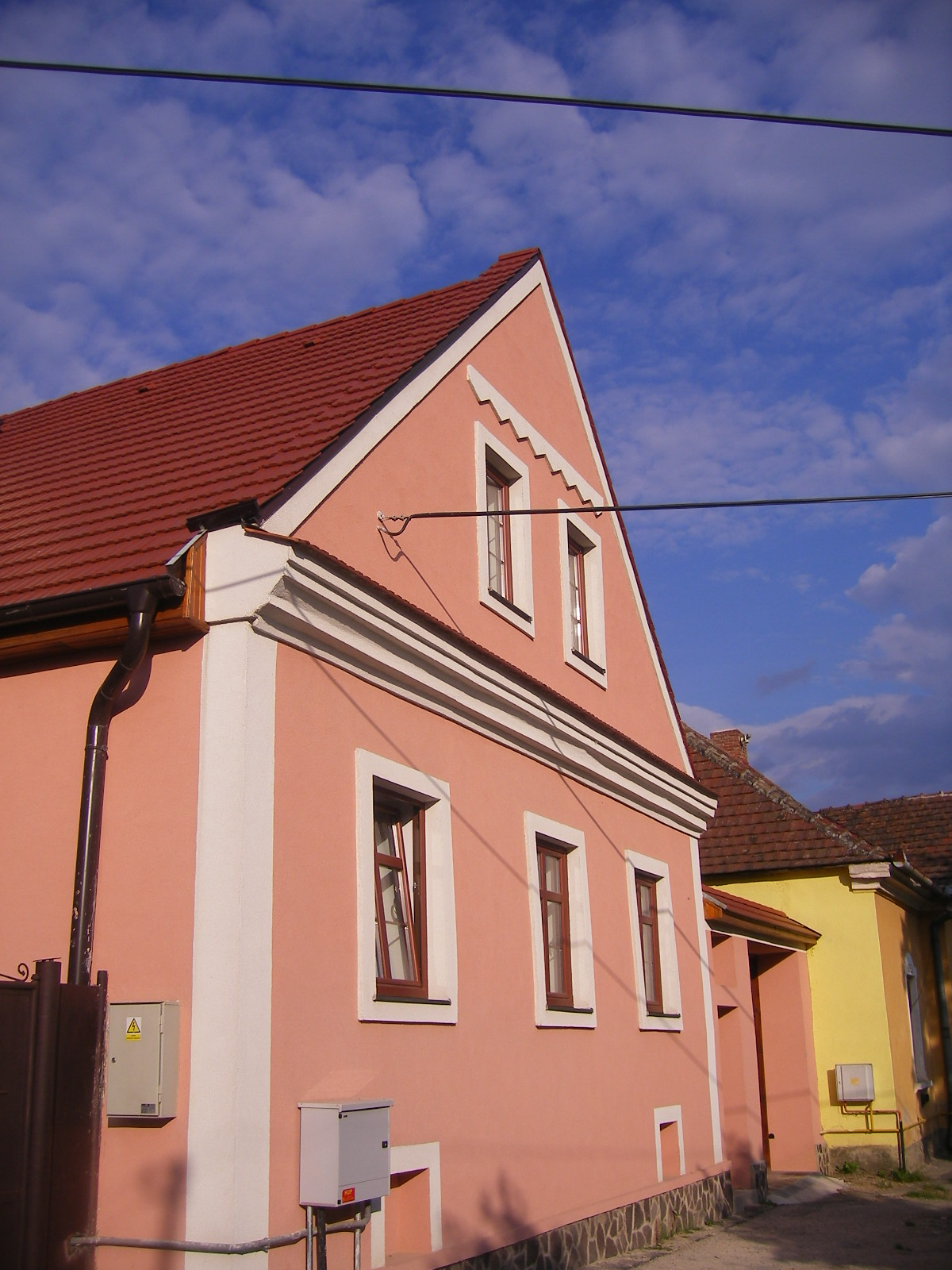
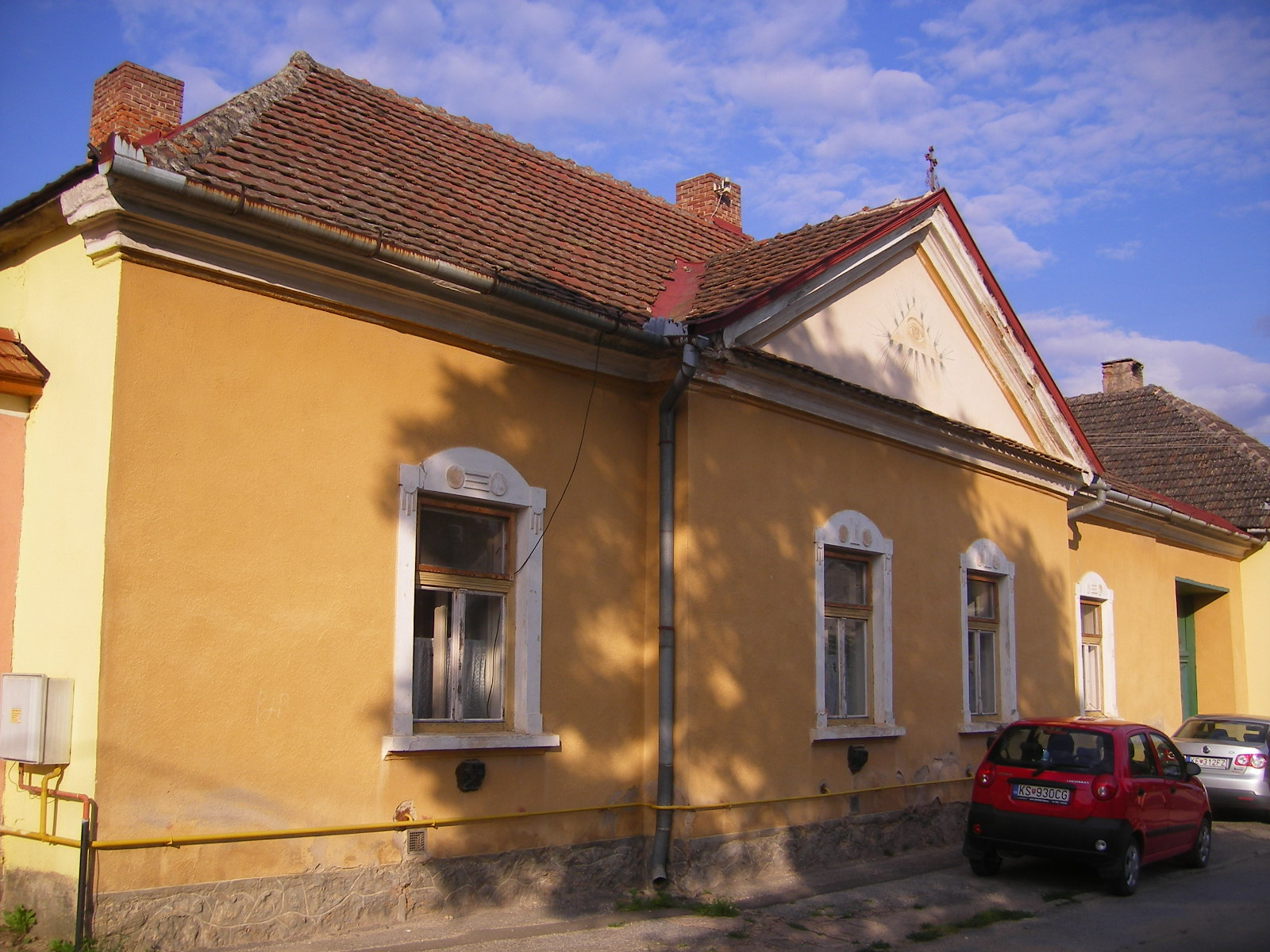
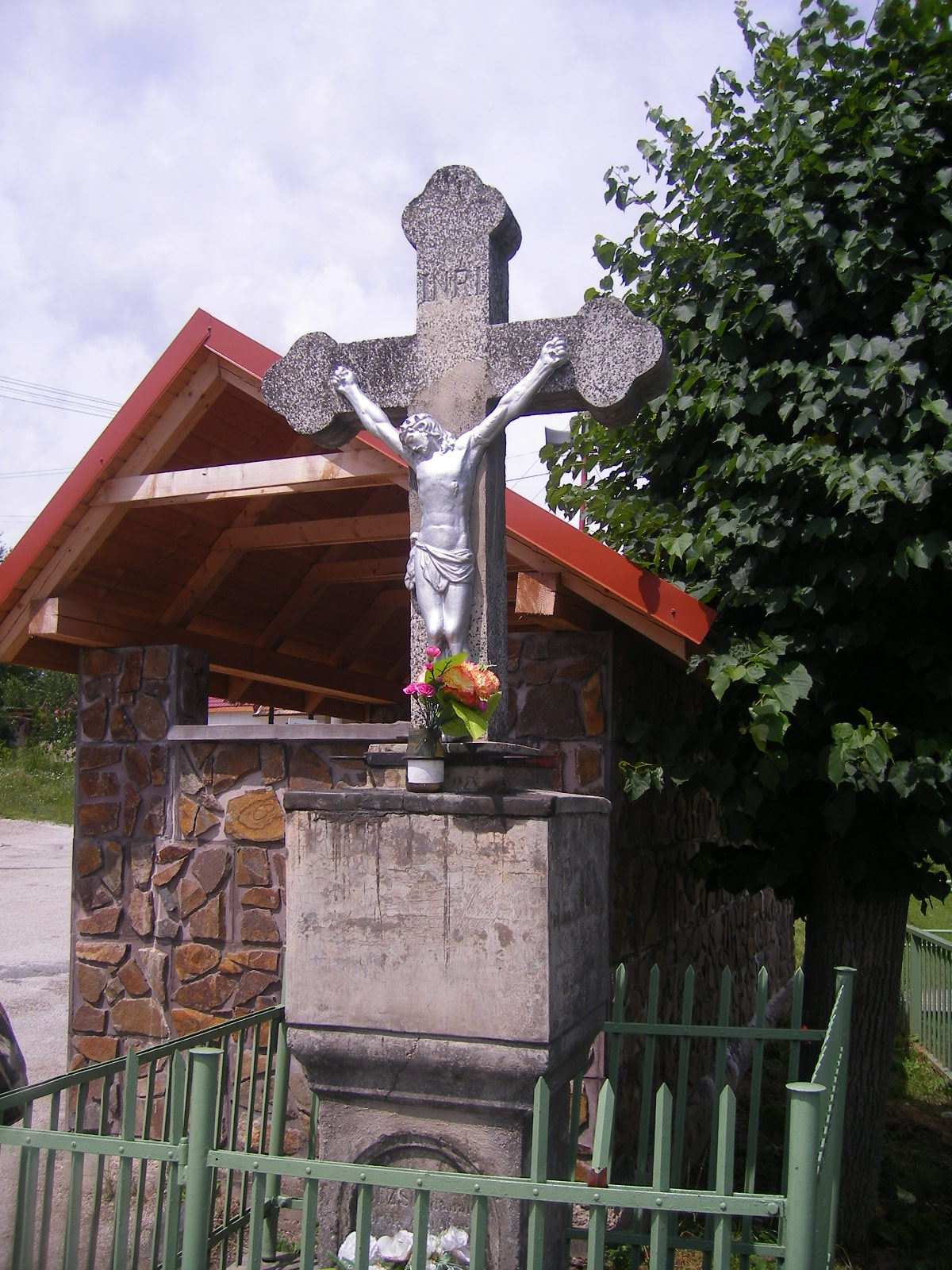
Feszület a faluközpontban
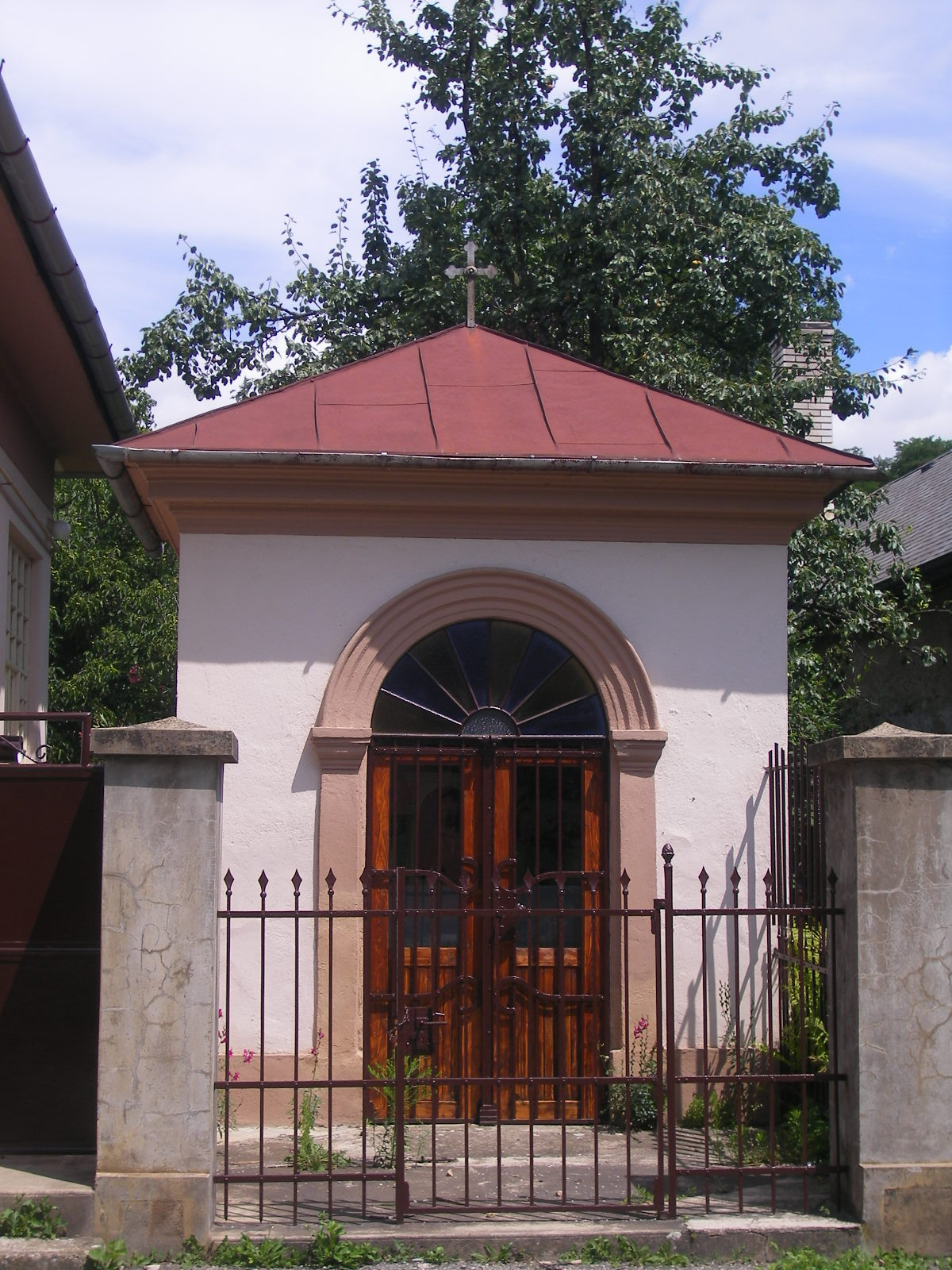
Kápolna
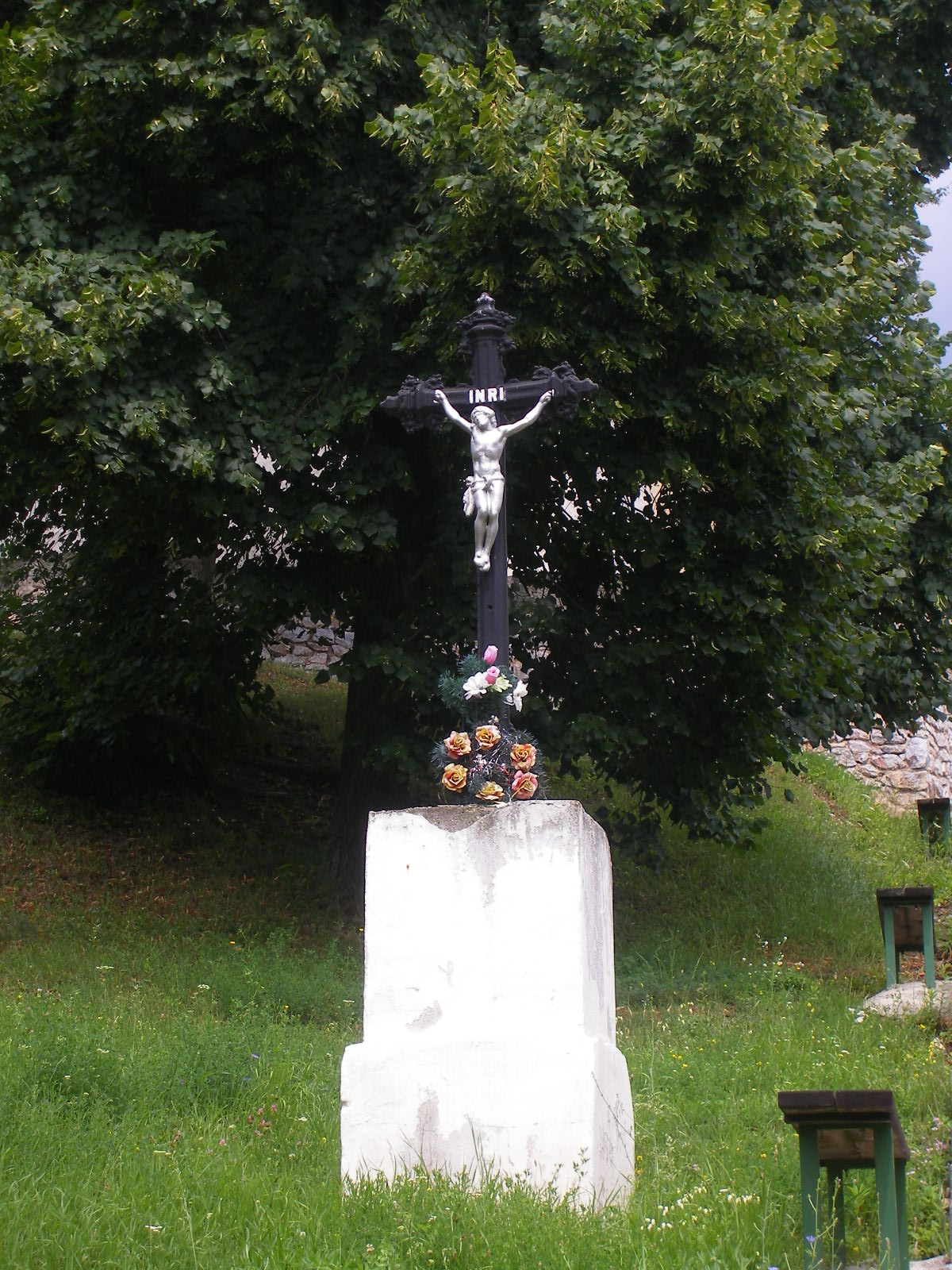
Feszület a katolikus templom mellett
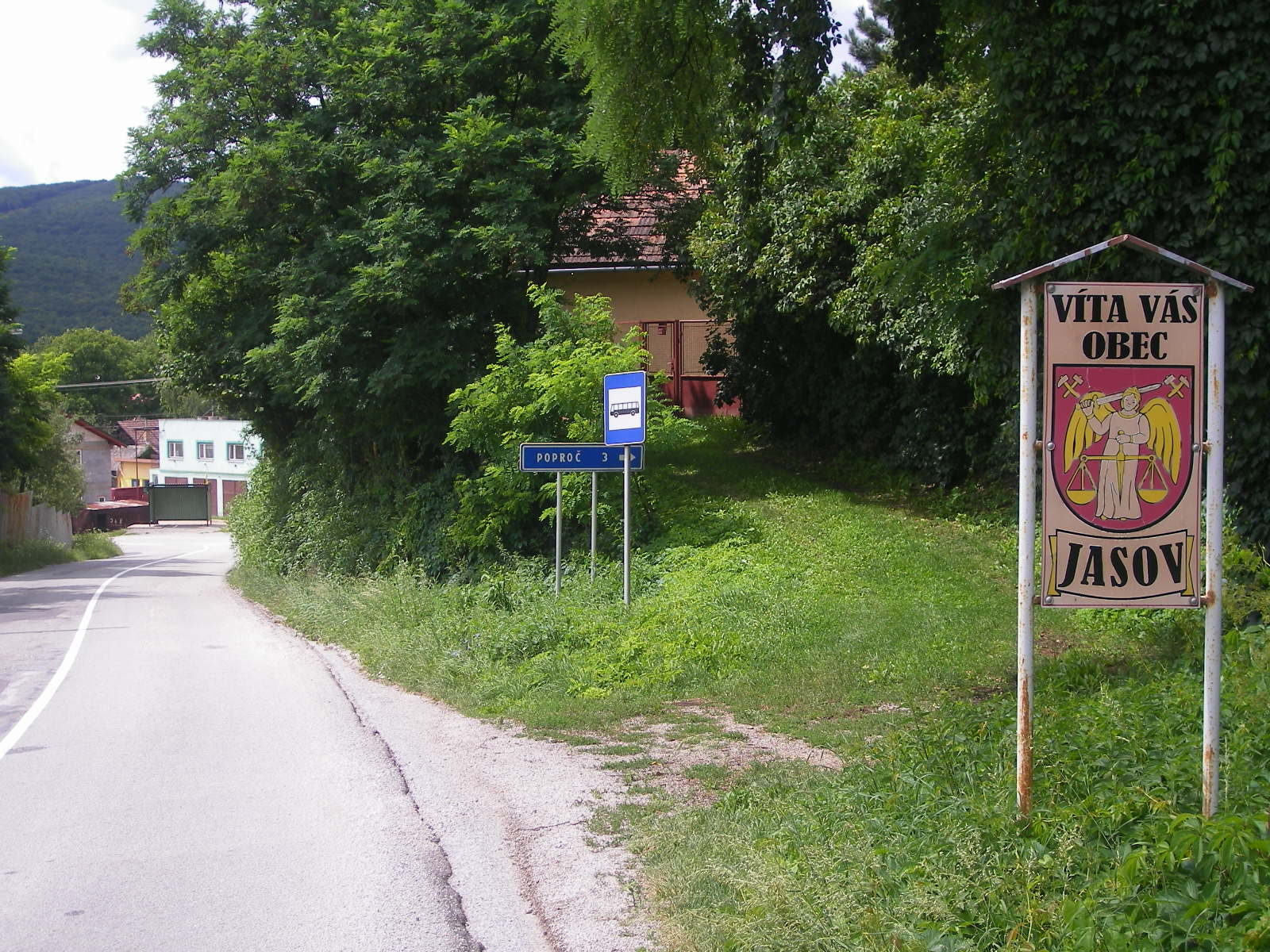
Címeres üdvözlőtábla
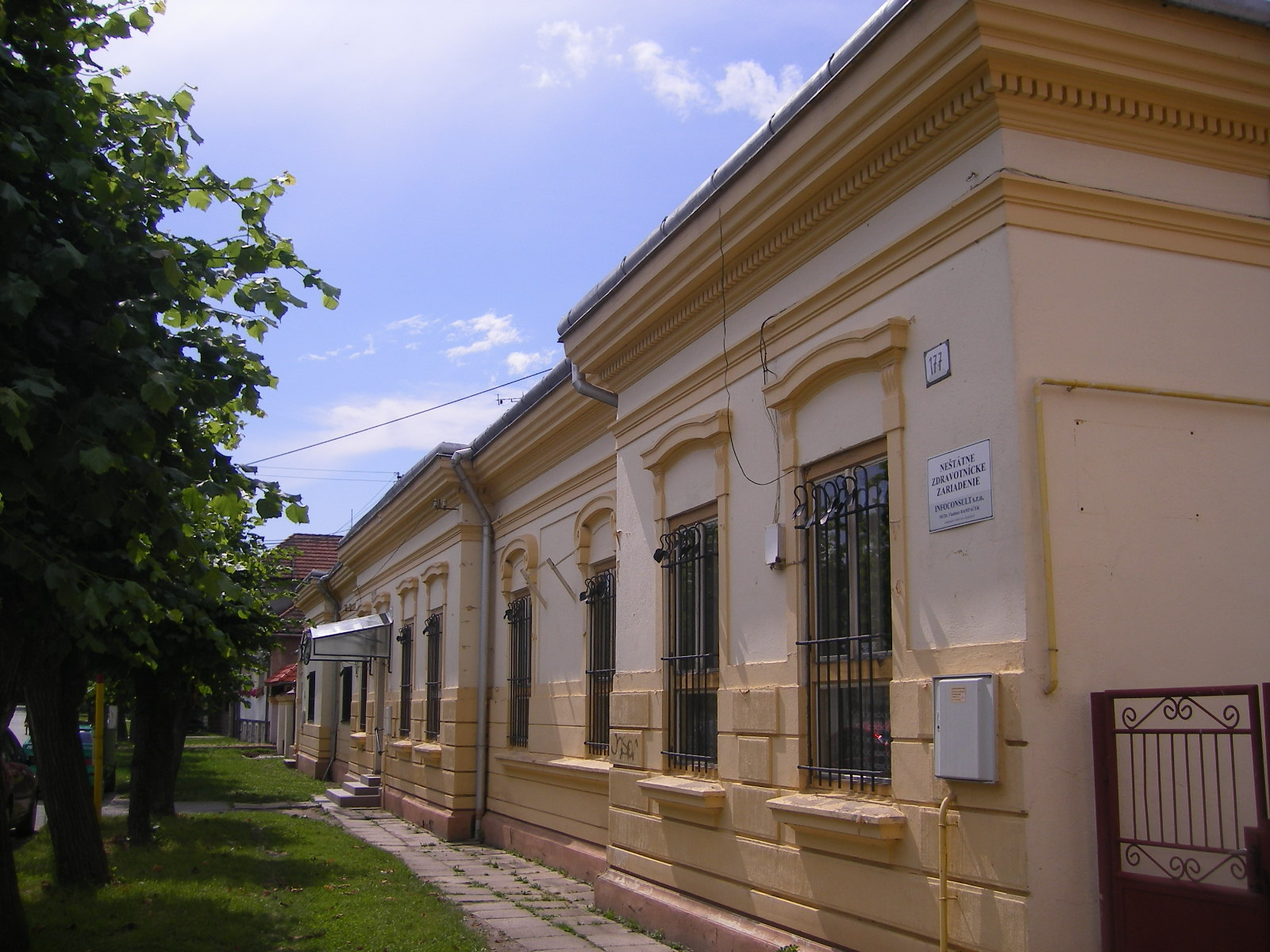
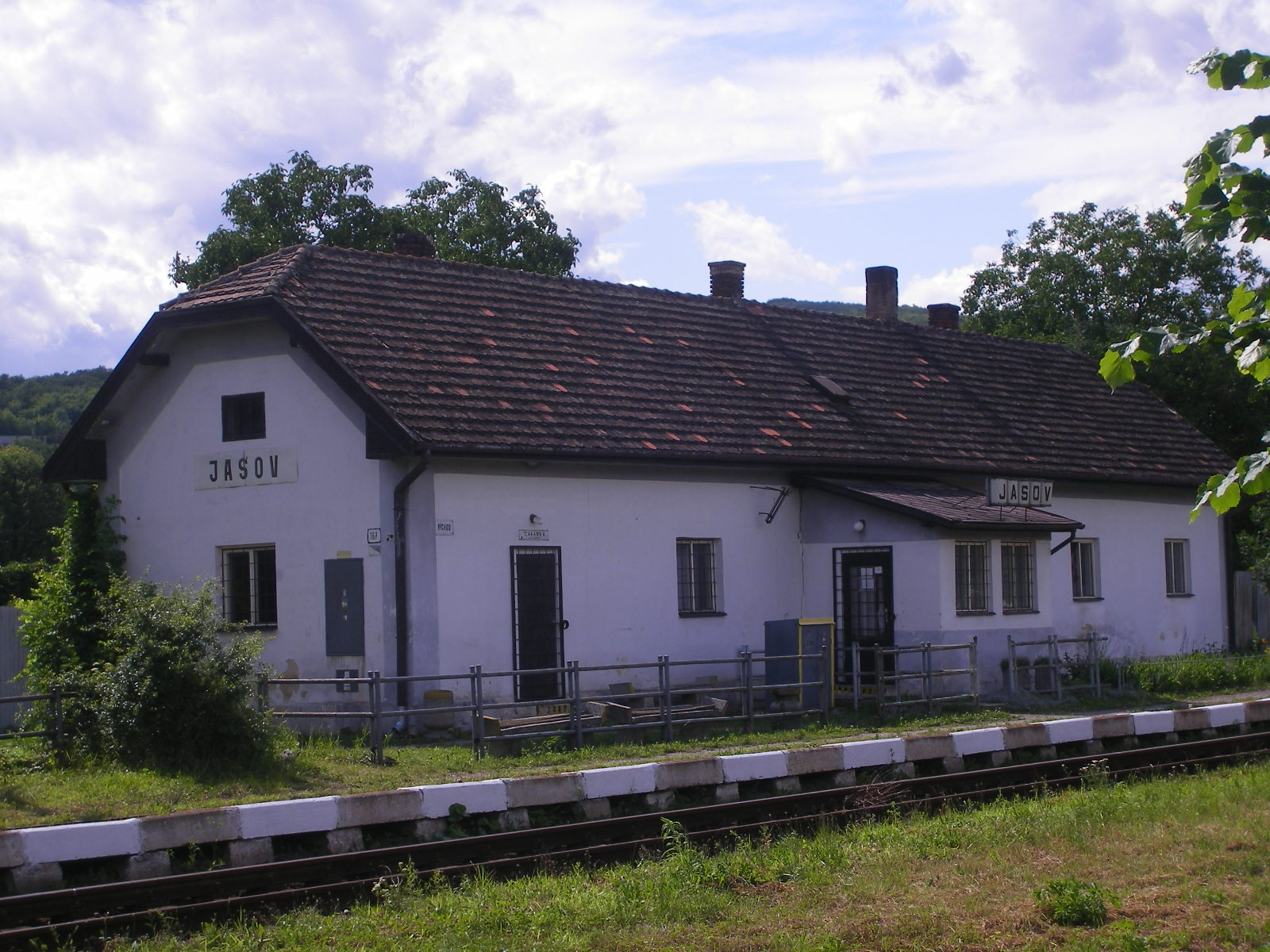
Vasútállomás
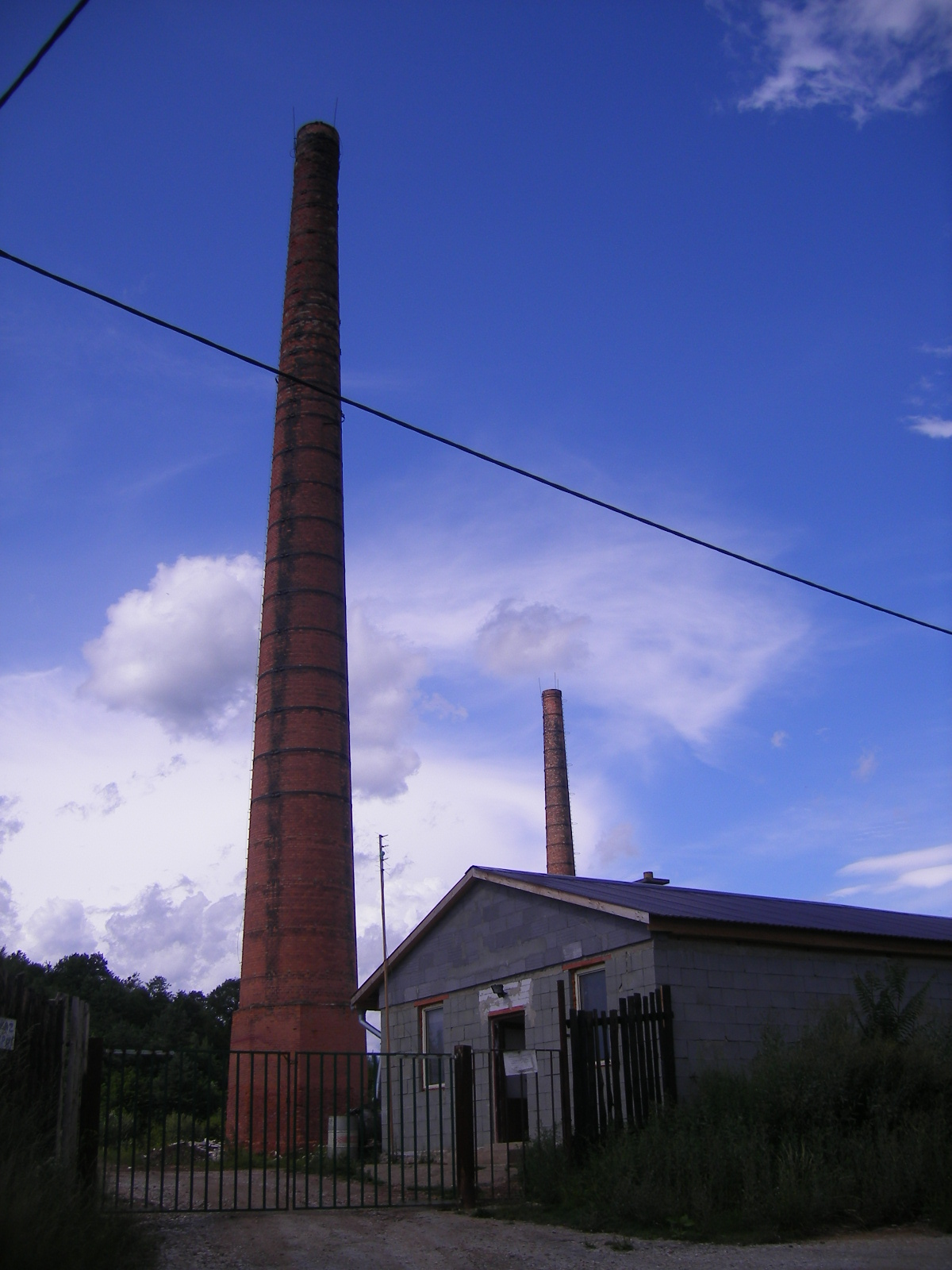
Az egykori apátsági téglagyár kéménye
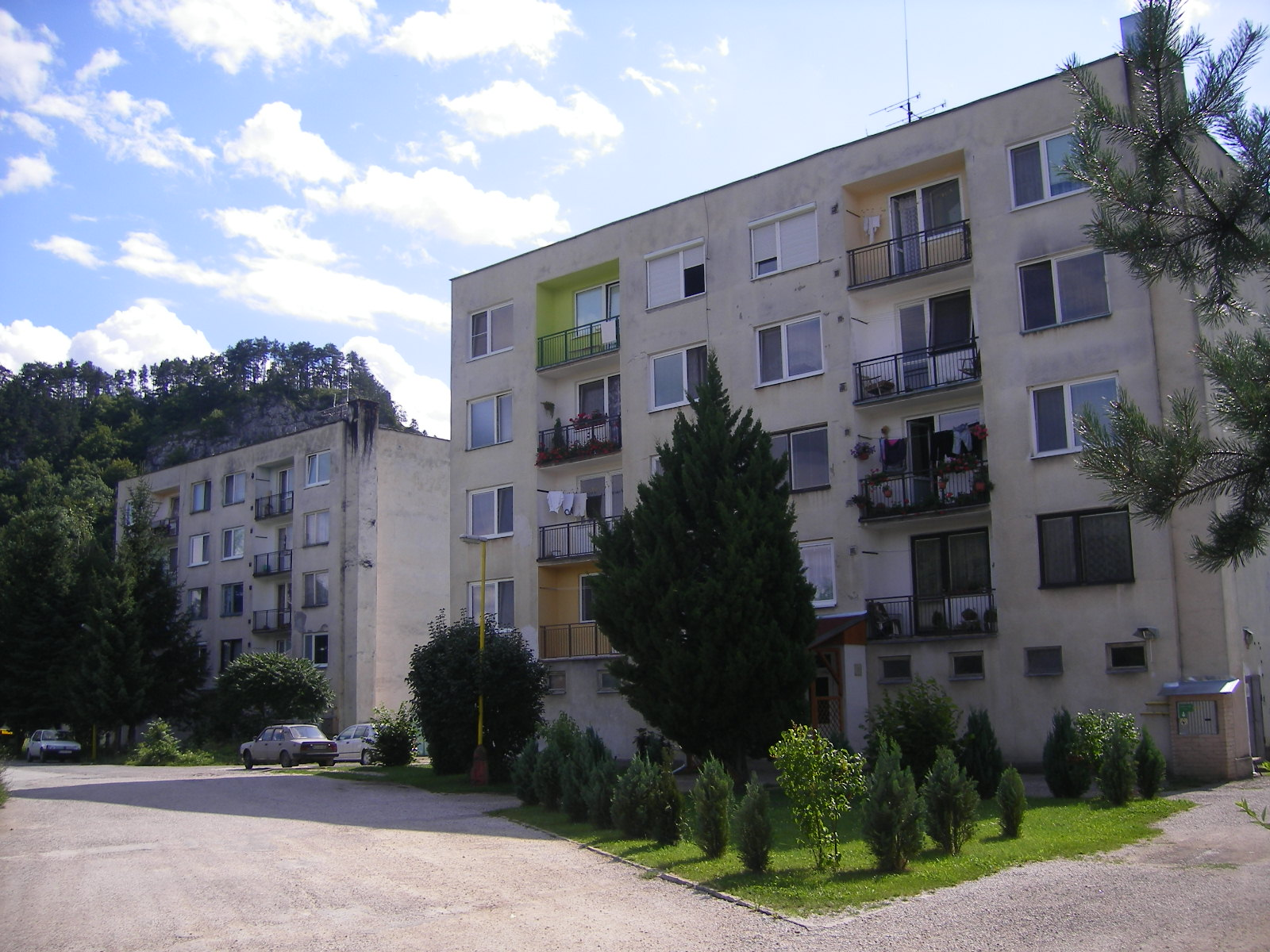
Lakóházak Jászón
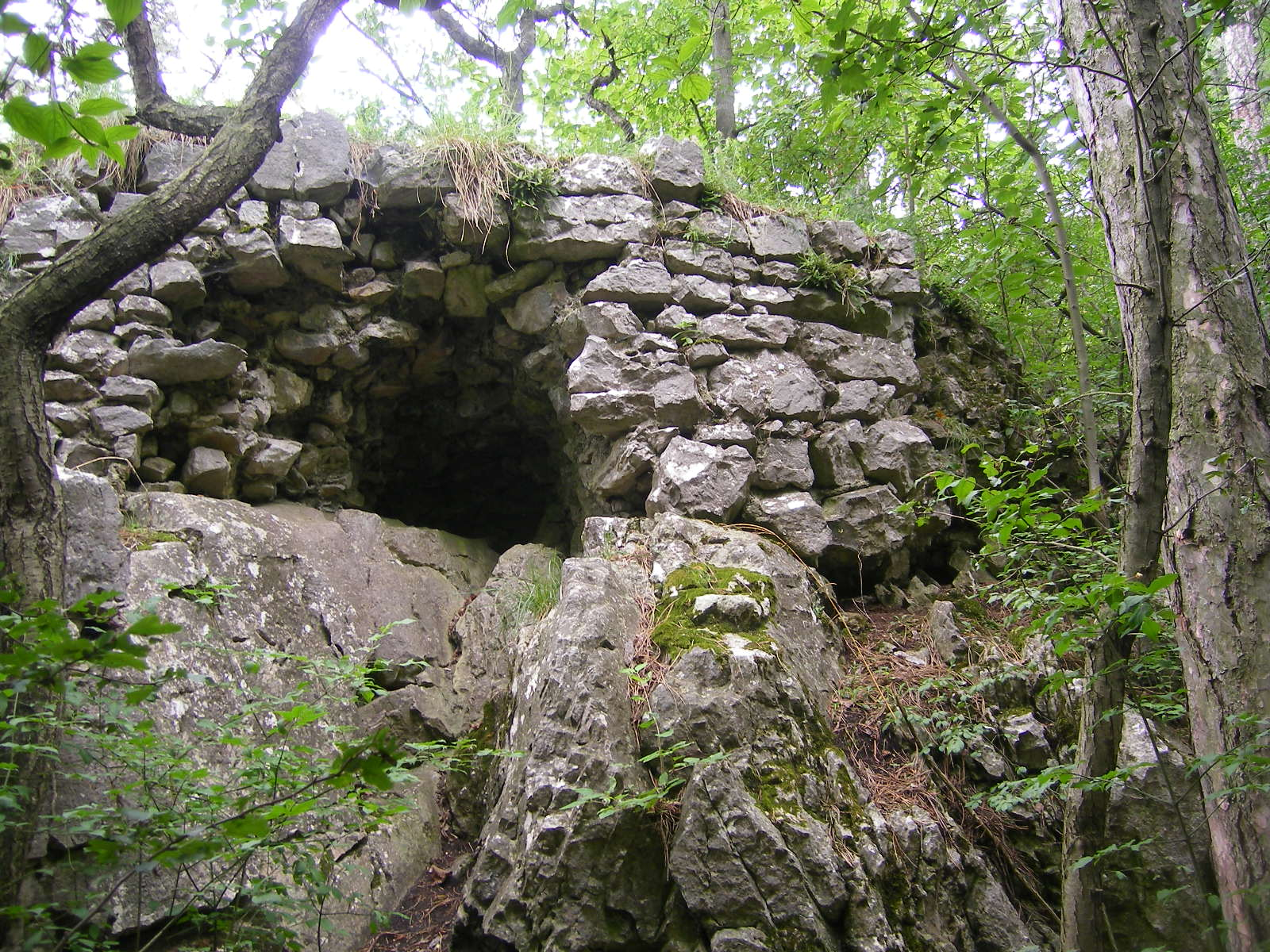
Jászó várának romjai
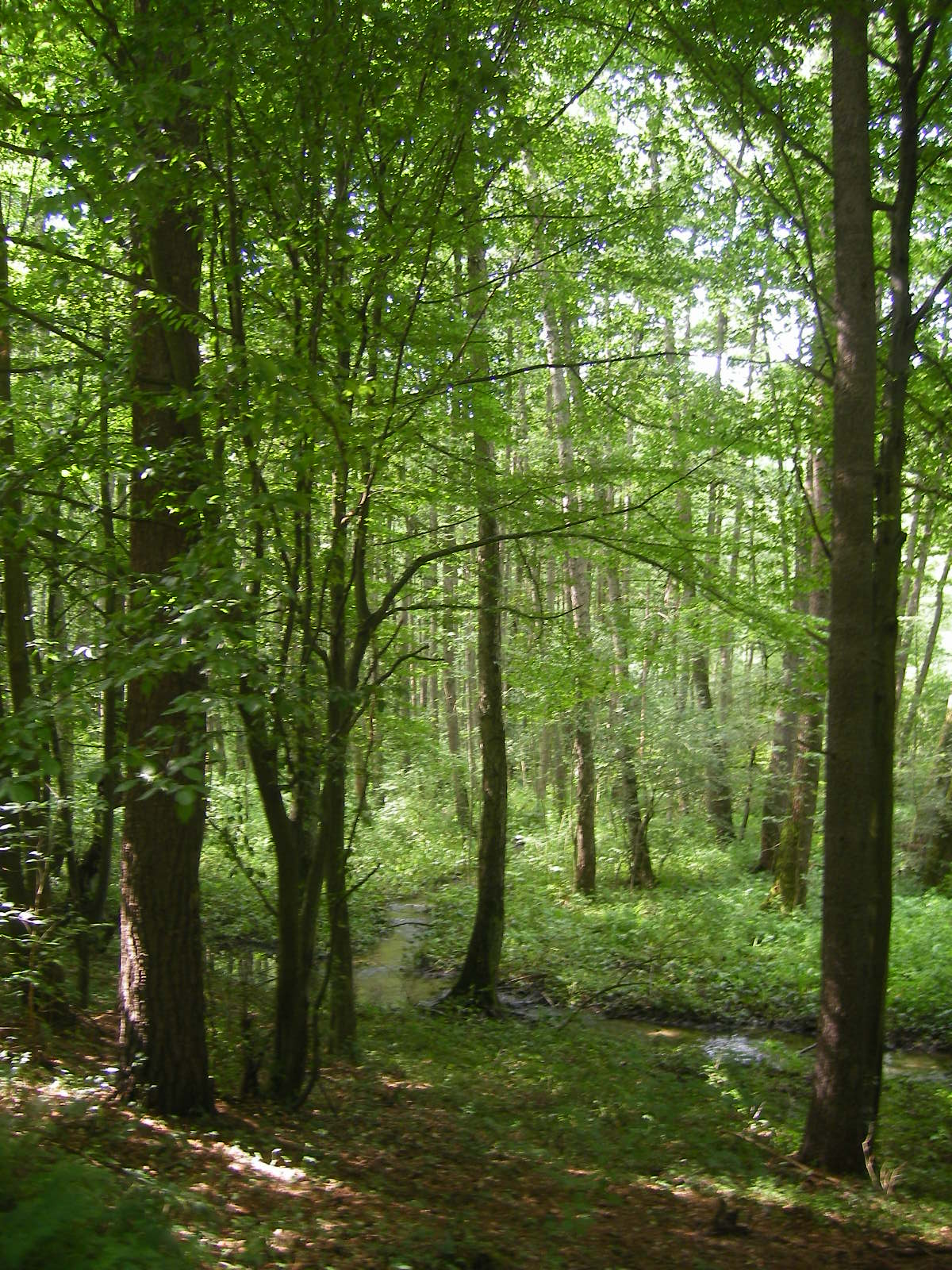
Jászói Tölgyes Természetvédelmi Terület
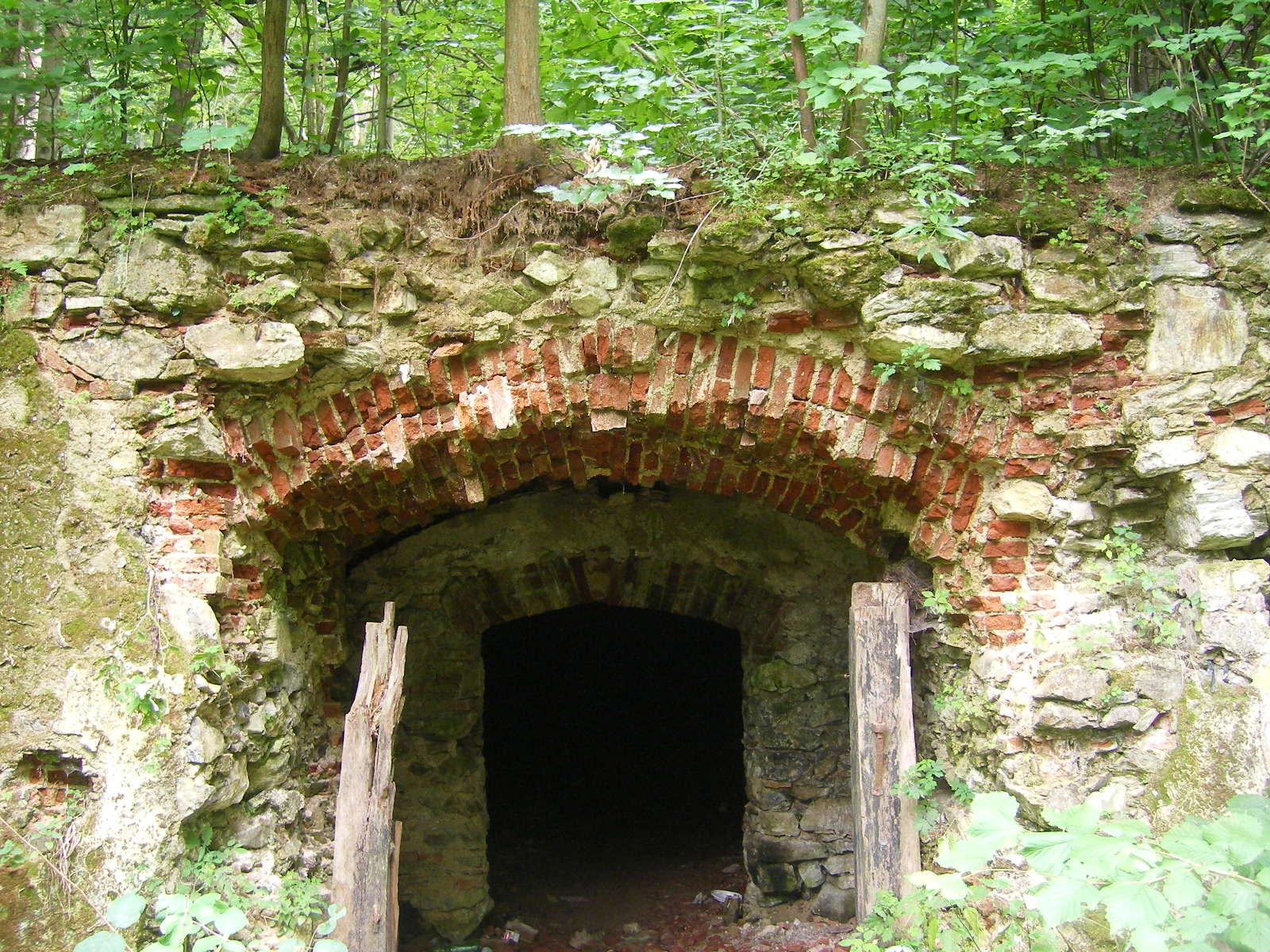
Az egykori apátsági pince bejárata
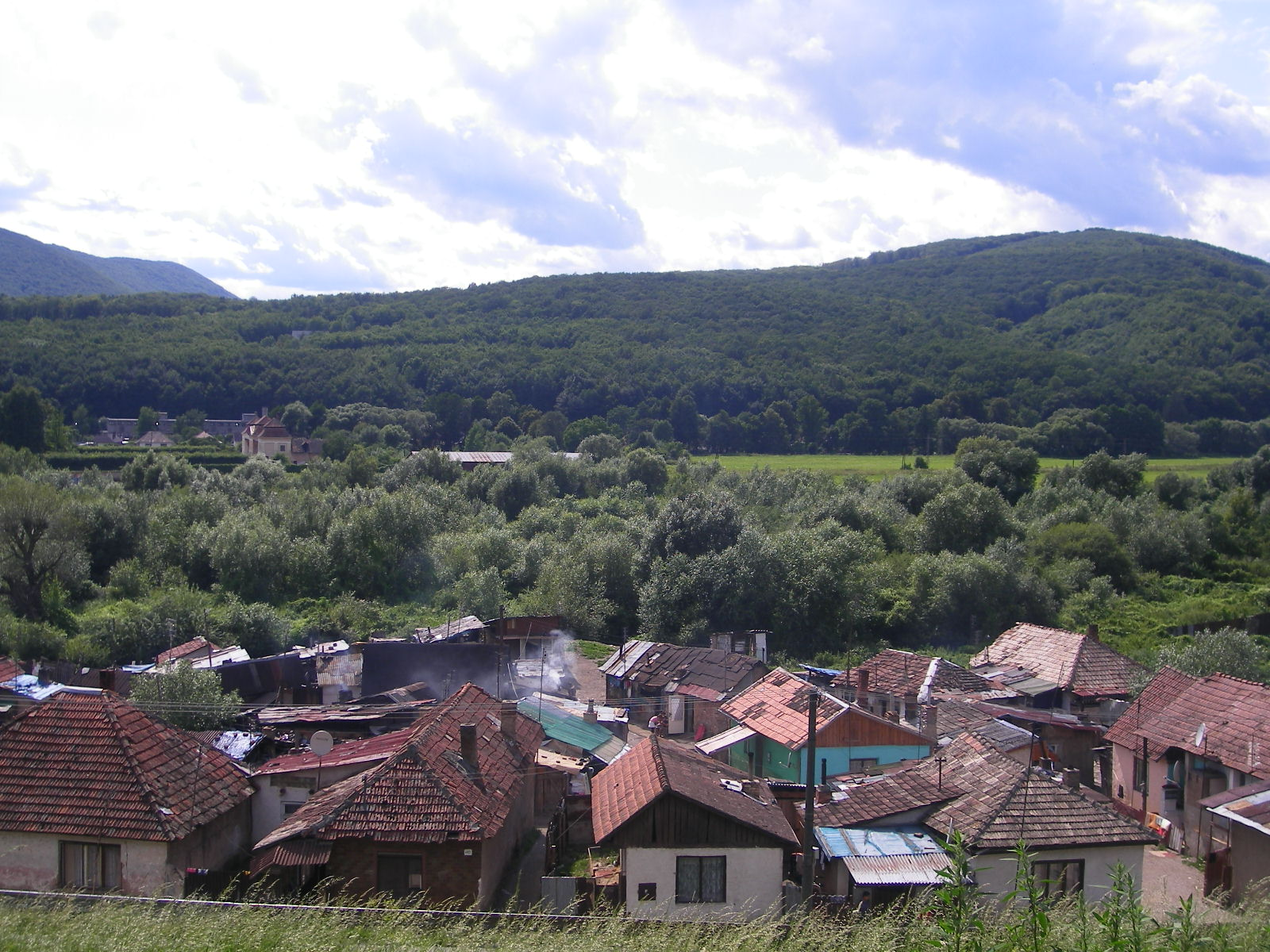
A cigánytelep a mecenzéfi út mellett

## Lásd még
- Jászóváralja